# Nemrut Dağı (Bitlis)
Der Vulkankomplex des Nemrut Dağı (armenisch Սարակն Sarakn = Bergquell, kurdisch Çiyayê Nemrud) liegt in Ostanatolien östlich der Muş-Ebene (Muş Ovası) in der türkischen Provinz Bitlis etwa 25 km nördlich der Provinzhauptstadt sowie 10 km nordnordwestlich der Kreisstadt Tatvan bzw. 20 km südwestlich der Kreisstadt Ahlat am äußersten Südwestufer des Vansees. Der gegenwärtig weitgehend ruhende, zentrale Schichtvulkan erhebt sich bis zu einer Höhe von 2948 m zwischen zwei großen Senken, dem Vansee-Becken und der Muş-Ebene, wobei die Entstehung des Vansees unmittelbar mit den Eruptionen des Nemrut Dağı zusammenhängt.
Dieser Nemrut Dağı ist nicht zu verwechseln mit dem etwa 300 km entfernten und nur 2150 m hohen Nemrut Dağı in der Provinz Adıyaman, auf dem die berühmten Reste von Heiligtum und Grabstätte des späthellenistischen Königs Antiochos I. Theos (69–36 v. Chr.) von Kommagene zu finden sind. Beide Berge sind nach dem sagenhaften König Nimrod benannt.

## Orogenetische Hintergründe
Aufgrund ihrer Lage im Zwickel der plattentektonischen Konvergenzzone zwischen der Eurasischen, Arabischen und Anatolischen Platte sind beträchtliche Partien Ostanatoliens nicht nur ein Teil des alpin-himalaischen Gebirgssystems, sie durchliefen auch eine lange kollisions- und postkollisionsbedingte Phase frontalen Aufeinandertreffens (Konvergenz), die zu einer Verdickung und Anhebung der Erdkruste führte. So hatte das Ostanatolische Hochplateau mit seinen zahlreichen vulkanischen Komponenten seine durchschnittliche Höhe von 2000 m über dem Meeresspiegel etwa seit dem mittleren Miozän erreicht, als die Kollision zwischen den Platten entlang der Bitlis-Kontaktzone (Suturzone) endete. Neuere Studien zeigen, dass die Konvergenz noch immer im Gange ist, wobei es im Zusammenhang mit der entsprechenden Tektonik seit dem Mittelmiozän zu einem Übergang vor allem im frühen Pliozän von einem Nord–Süd-gerichteten Kontraktions-Regime (Schub-Tektonik, Verkürzung und Verdickung der Kruste) zu einem Extensions-Regime (Ausweichtektonik, Escape-Tektonik) kam – in diesem Fall zu einem Ausweichen der Anatolischen Platte nach Westen. Die Bildung des Ostanatolischen Hochplateaus wurde von diesen beiden tektonischen Regimen bestimmt, wobei jüngste seismische Daten zeigen, dass das Ostanatolische Hochplateau nicht auf einer dicken Lithosphärenkruste ruht, sondern – wahrscheinlich aufgrund des Abbruchs der nordwärts abtauchenden Platte – auf heißen Teilen des Erdmantels mit der Konsequenz eines ausgeprägten Vulkanismus. So sind kollisionsbedingte Vulkane in Ostanatolien in einer breiten Zone vom Kars-Plateau und Kleinen Kaukasus im Nordosten (dem nördlichen Teil der Plattengrenze) bis zum Arabischen Vorland im Südwesten (dem südlichen Teil der Plattengrenze) entstanden, und fast zwei Drittel des Plateaus sind von den Produkten des kollisionsbedingten Vulkanismus bedeckt. Dabei begann der Vulkanismus im mittleren bis späten Miozän auf der verdickten Kruste der Nordseite der Plattengrenze, wanderte im Pliozän und Quartär nach Süden und bildete die großen Schicht- oder Stratovulkane des Ararat (Ağrı Dağı), Tendürek Dağı, Süphan Dağı und Nemrut Dağı.

## Lage und Aussehen

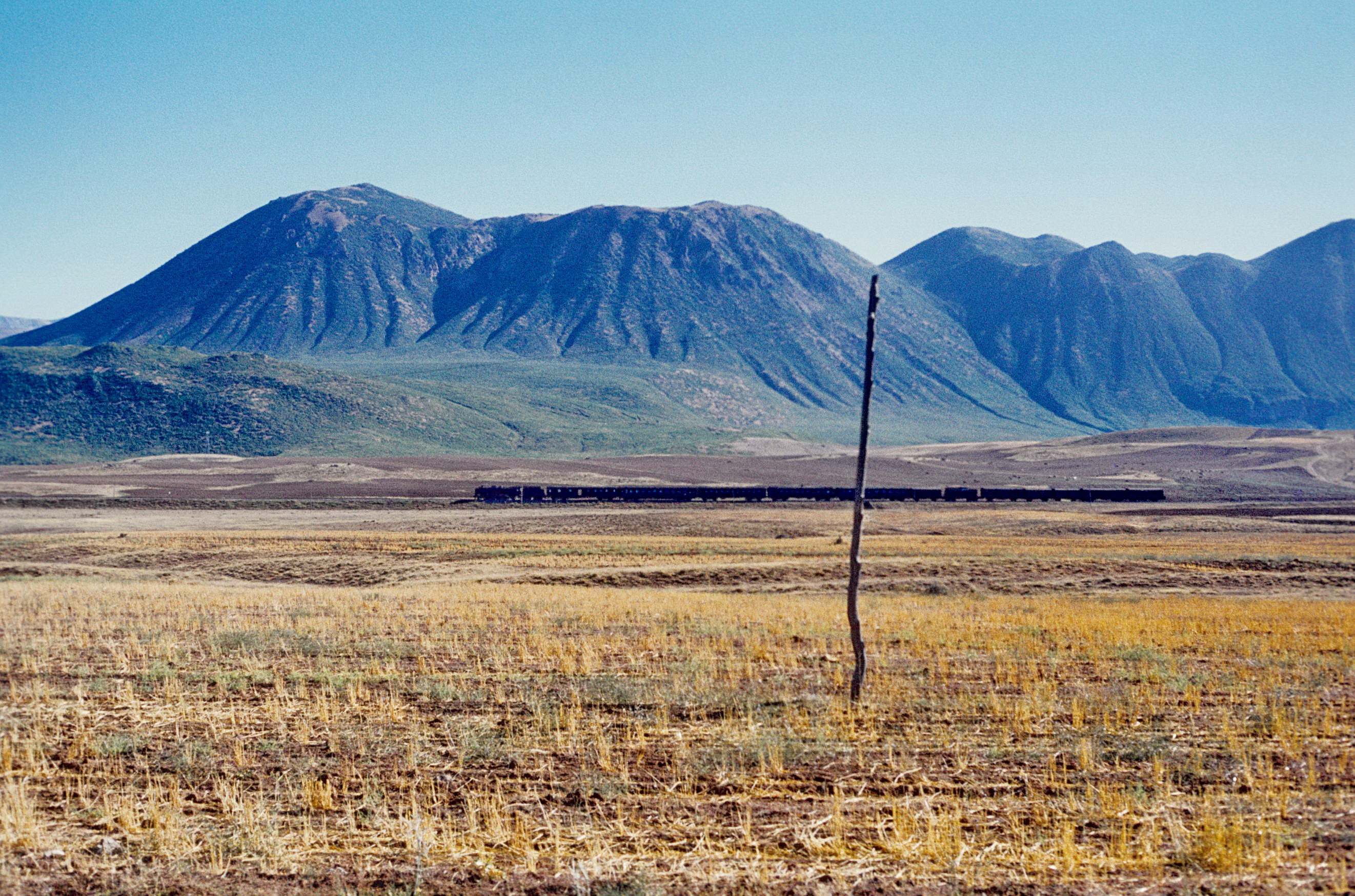
Blick von der Rahvan Yaylası auf die äußere Südostwand des Nemrut Dağı. Im Mittelgrund erkennt man einen Zug der Türkischen Staatsbahnen auf der Fahrt in Richtung Muş.

Im gesamten Nordosten der Türkei, vom Van-See bis zu den armenischen und georgischen Grenzen – und darüber hinaus in Armenien, dessen Relief weitgehend vulkanisch ist – verschwinden die Reliefs gefalteter Ketten und Senken des Pontischen und Taurischen Gebirges unter dicken Ansammlungen vulkanischen Gesteins: unter dem Lavahochland von Kars und Ardahan und unter einer Reihe von großen vulkanischen Erhebungen, die entlang einer linienhaft in Nordost-Südwest-Richtung ziehenden Störungszone nordwestlich des Vansees angeordnet sind. Es sind dies (von Nordost nach Südwest) der Kleine Ararat (Küçük Ağrı Dağı, 3896 m) und der Große Ararat (Büyük Ağrı Dağı, 5137 m) mit zwei sehr deutlichen Kegeln, die auf einer andesitischen Basis mit großer Basaltdicke überlagert sind, der Tendürek Dağı (3538 m) mit zwei Kegeln, die mit gut geformten Kratern ausgestattet sind, der Süphan Dağı (4058 m), der dritthöchste Berg der Türkei, nördlich des Van-Sees mit mehreren kleineren Gletschern, dessen Gipfel aus einem dicken Lavapfropfen inmitten einer großen Caldera besteht, und schließlich am SW-Ende dieser Folge riesiger Vulkanberge der Nemrut Dağı (Sivri Tepe 2935 m) westlich des Van-Sees, dessen Kegel sich im nordöstlichen Teil eines ausgedehnten, plateauartigen Lava- und Tuff-Feldes auftürmt. Der Nemrut Dağı ist der größte innerhalb einer Gruppe von teilweise gleichaltrigen Vulkanen östlich des Van-Sees. Unter diesen sind nach dem Nemrut Dağı der Kirkor Dağı und der Mazik Dağı die größten Vulkane. Sie erstrecken sich etwa 50 km in Nord-Süd-Richtung. Diese Gruppe von Vulkanen, die eine Barriere vor einem von Ost nach West verlaufenden Flusstal in Richtung auf die Muş Ovası bilden, hat offenbar eine wichtige Rolle bei der Entwicklung des Van-Sees gespielt (s. u.). Das vulkanische Zentrum dieser Gruppe, der polygenetische Schichtvulkan (durch Zusammenwirken mehrerer Prozesse entstandenes Relief) des Nemrut Dağı, liegt nahe der Südwestspitze des Vansees. Es hat eine weitgehend elliptische Form mit einer Längsachse von etwa 27 km in Nordnordwest-Südsüdost-Richtung. Die kurze Achse misst um die 18 km. Der Vulkan bedeckt eine Fläche von ca. 486 km². Das vulkanische Zentrum besteht aus geschätzten 337,5 km³ vulkanischem Material. Die Kegelspitze ist mit einer nahezu kreisförmigen, im Durchschnitt 7,5 km breiten Caldera gekrönt. Das eingestürzte Gebiet misst ungefähr 8,3 × 7 km im Durchmesser. Die Calderawand ist etwa 688 m hoch.
Die wesentlich tiefer liegende Westhälfte des Calderabeckens wird von einem bis 155 m tiefen Süßwassersee, dem Nemrut Gölü, eingenommen. Der Boden des östlichen Caldera-Abschnitts zeigt dagegen ein durch jüngste vulkanische Erscheinungen äußerst unruhiges Relief mit frischen Tuff- und Aschekegeln und jungen Lavastromformen mit kleinen Förderkratern. Der Caldera-Boden liegt im Durchschnitt bei 2300 m Höhe. Mit einem steilen, stellenweise wandartigen Hang steigt der Calderarand über 2800 m an (Sivri Tepe 2935 m am Nordrand, Turşuk Tepe 2828 m am Südrand, Nemrut Sivrisi 2801 m im Osten). Das steile Profil des Caldera-Hanges gibt einen guten Einblick in den lithologischen Bau des Nemrutkegels. Andesitische und basaltische Lavaergüsse sind dominant am Kegelaufbau beteiligt. Sie liegen jedoch im Wechsel mit Tuffen, Aschen, Ignimbriten und Bimssteinen. Der Außenhang des Calderarandes besteht überwiegend aus Bimssteinen, Lapilli und Vulkanbomben, die wahrscheinlich von den letzten Ausbrüchen herrühren. Dem Gesteinsaufbau nach handelt es sich beim Nemrut Dağı um einen Schichtvulkan.

### Nemrut Gölü

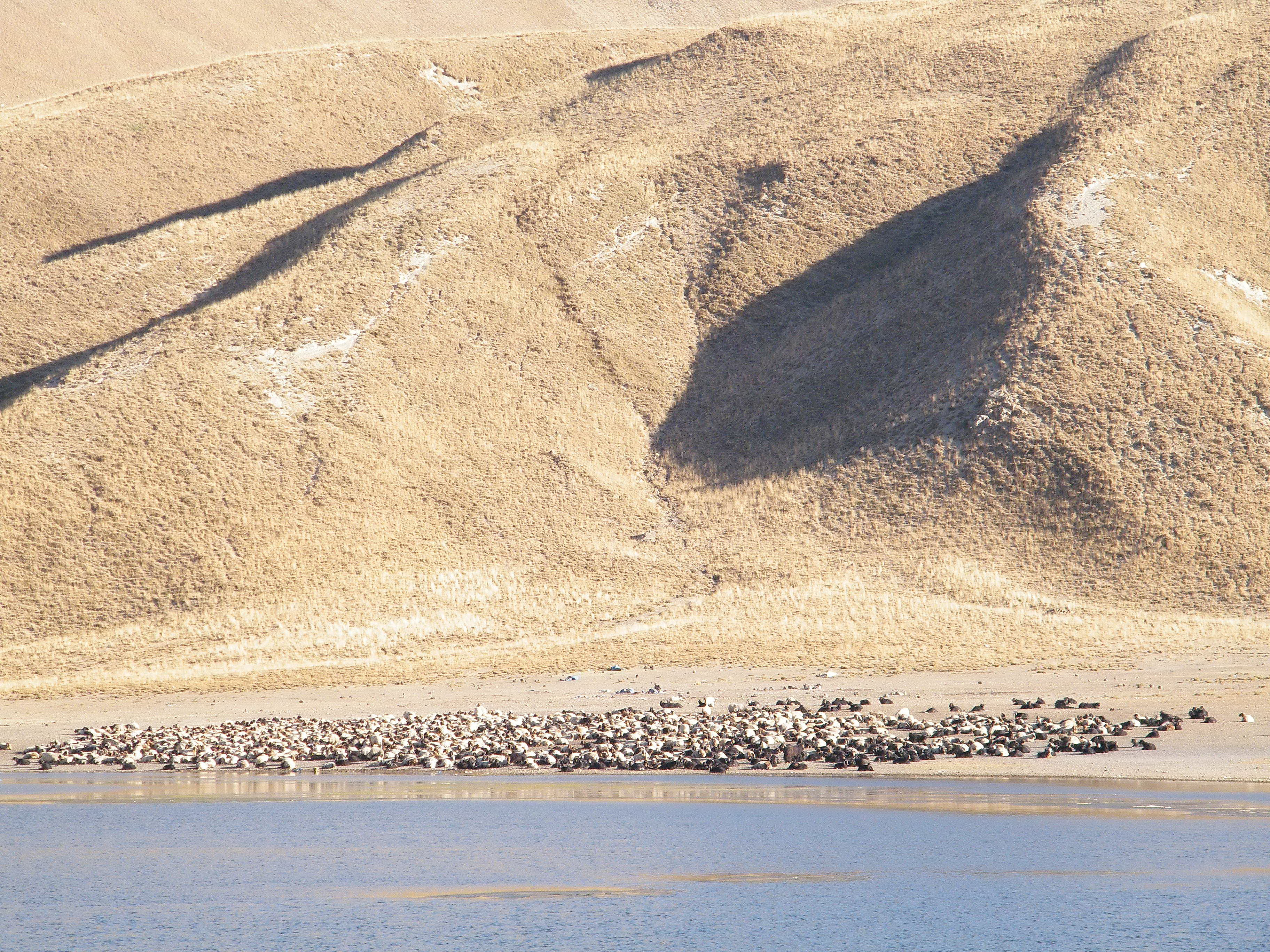
In den Sommermonaten kommen viele Halbnomaden mit ihrem Vieh aus Südostanatolien, um das Weidepotential und das Süßwasser des Nemrut Gölü für ihre Schafherden zu nutzen.

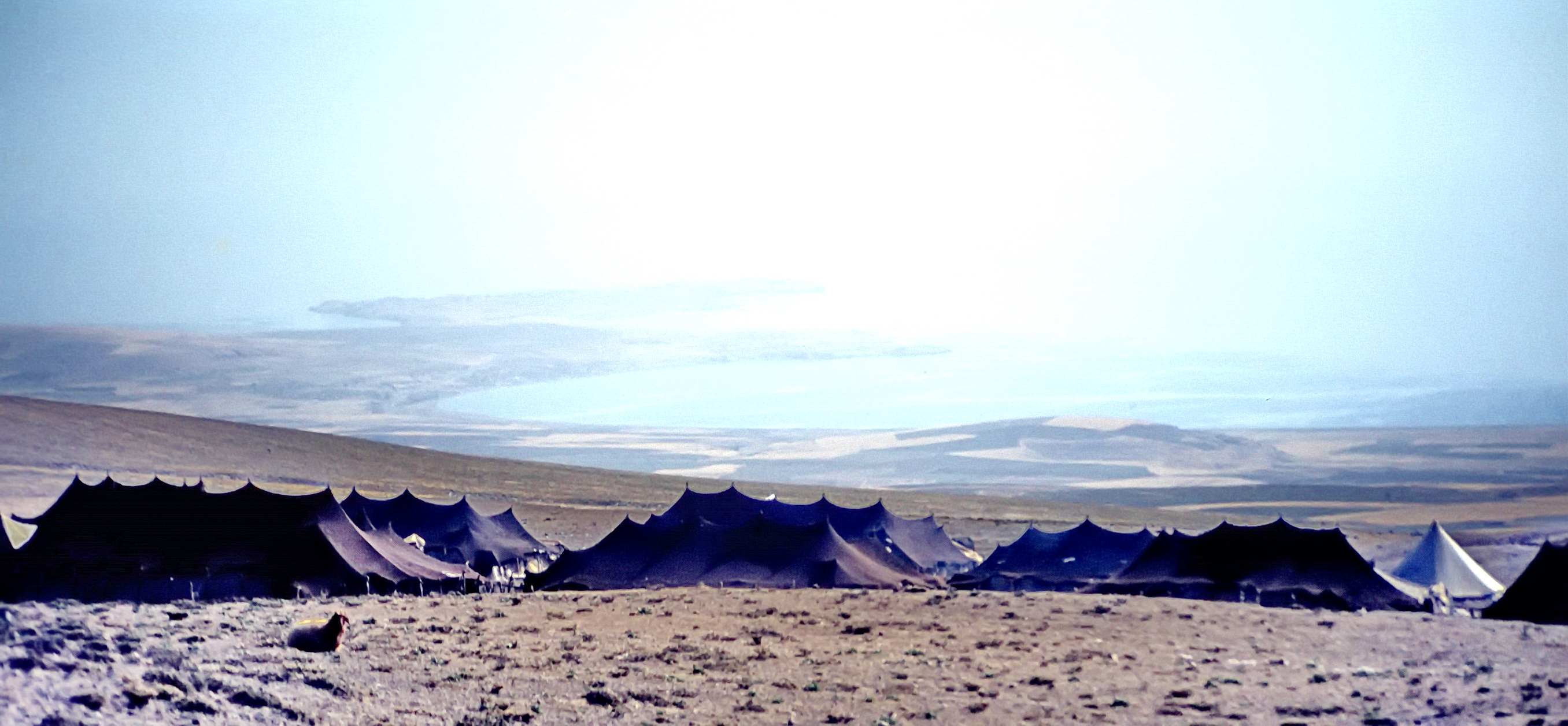
Zelte der Halbnomaden, im Hintergrund der Vansee.

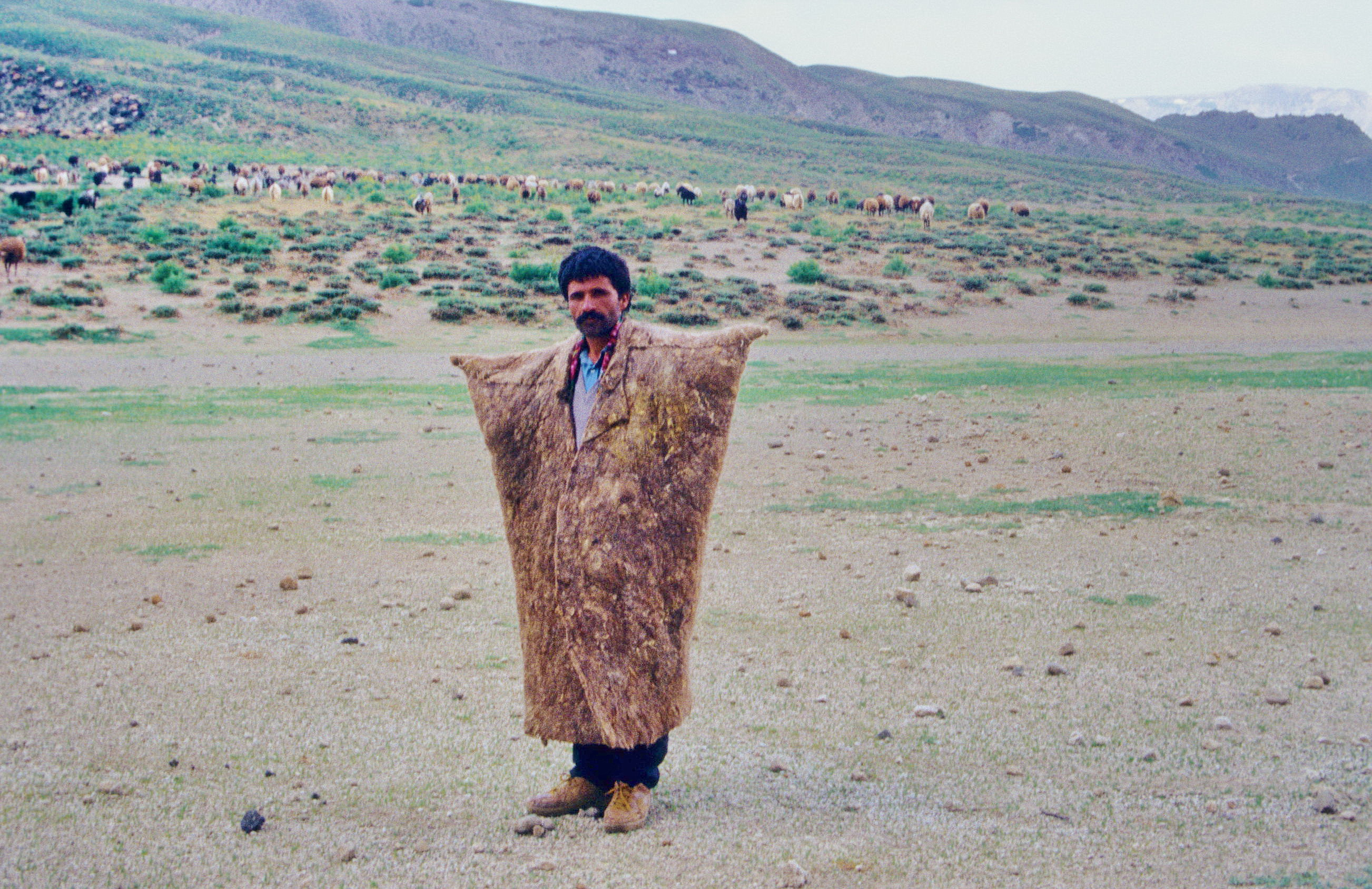
Einen nomadischer Schäfer mit seiner Herde am ausgetrockneten Göper Göl in der Caldera des Nemrut Dağı in seinem speziellen „Wintermantel“ gegen die in der Höhe oft herrschende Kälte.

Der Nemrut Gölü, der Kratersee des Nemrut Dağı, gilt als eine der weniger bekannten Naturschönheiten der Türkei. Innerhalb der Caldera des Vulkankegels, einer der größten Calderen der Welt, liegt er auf einer Höhe von 2247 m. In diesem riesigen Krater befinden sich mehrere Seen: der Große See (Nemrut Gölü, auch Büyük Göl), der Ilık-See (Ilıkgöl, Ilığgöl, dtsch. = warmer See) und, je nach Jahr bzw. Jahreszeit, zudem drei oder vier große und kleine sehr flache „temporäre“ Seen, deren Tiefen von Jahr zu Jahr variieren und die Marschland ähneln. In manchen Jahren trocknen diese ganz aus. Halbiert man die große Caldera-Mulde entlang einer Nord-Süd-Achse, so nimmt der Nemrut Gölü die Westseite als großer See in Form eines Halbmondes ein. Mit 5 km Länge und 2,5 km Breite deckt er eine Fläche von rund 12 km² ab. Seine durchschnittliche Wassertiefe beträgt etwa 100 m (die maximale Tiefe misst 155 m). Er ist ein reiner Hochgebirgssee mit kristallklarem Wasser und äußerst spärlichem Plankton, ist oligotroph, also nährstoffarm. Das Wasser ist frisch und trinkbar und wird im Allgemeinen durch Schnee gespeist. Neben dem Hauptsee, der halbmondförmig in der Westhälfte des Kraters liegt, gibt es im Nemrutkrater zwei kleinere Nebenseen:

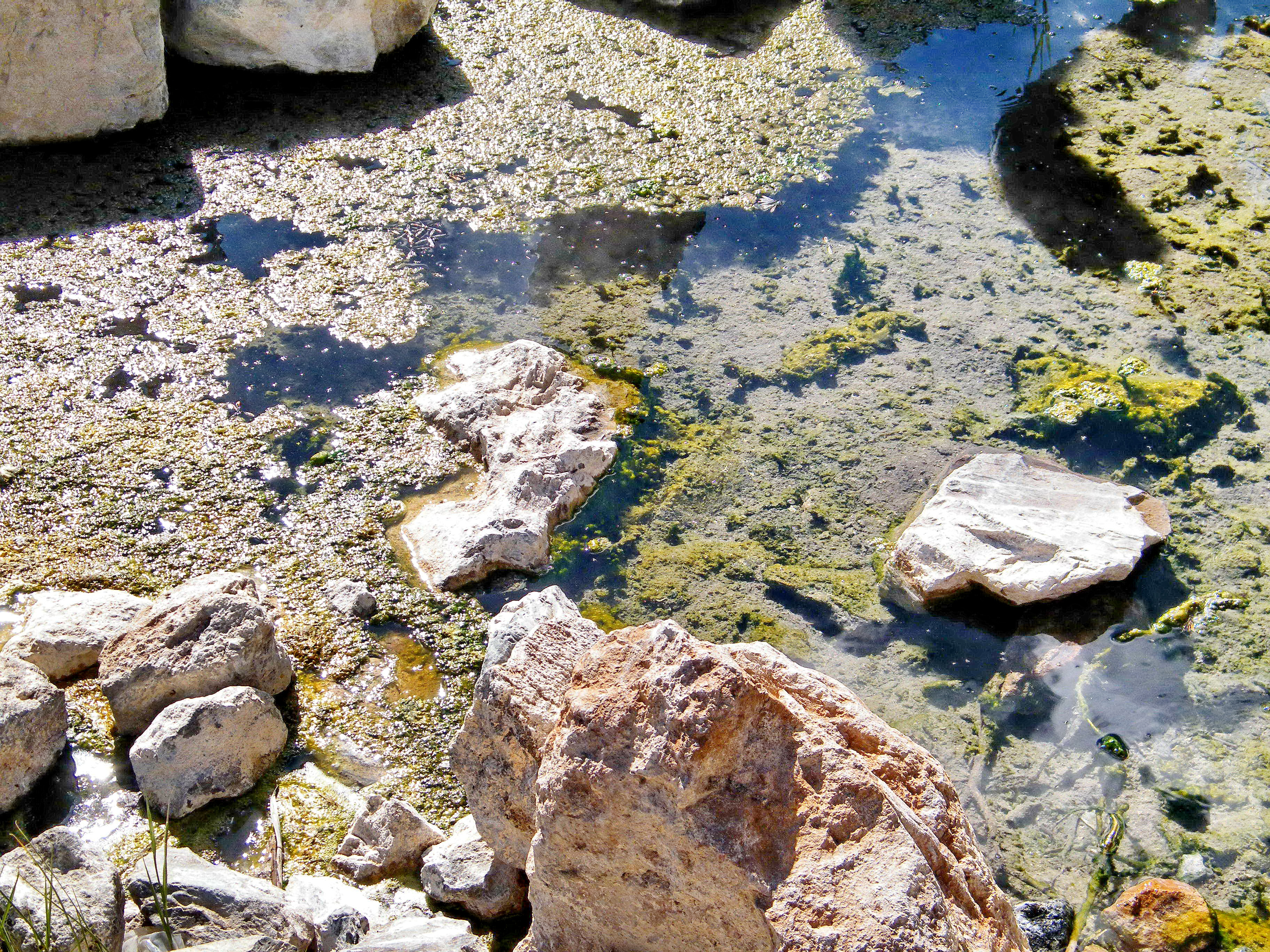
Eine der heißen Quellen am Ilıkgöl (Ilığgöl) im Nemrut Dağı. Gasemissionen – hauptsächlich Helium aus dem Erdmantel – weisen darauf hin, dass der Vulkan durchaus noch aktiv ist.

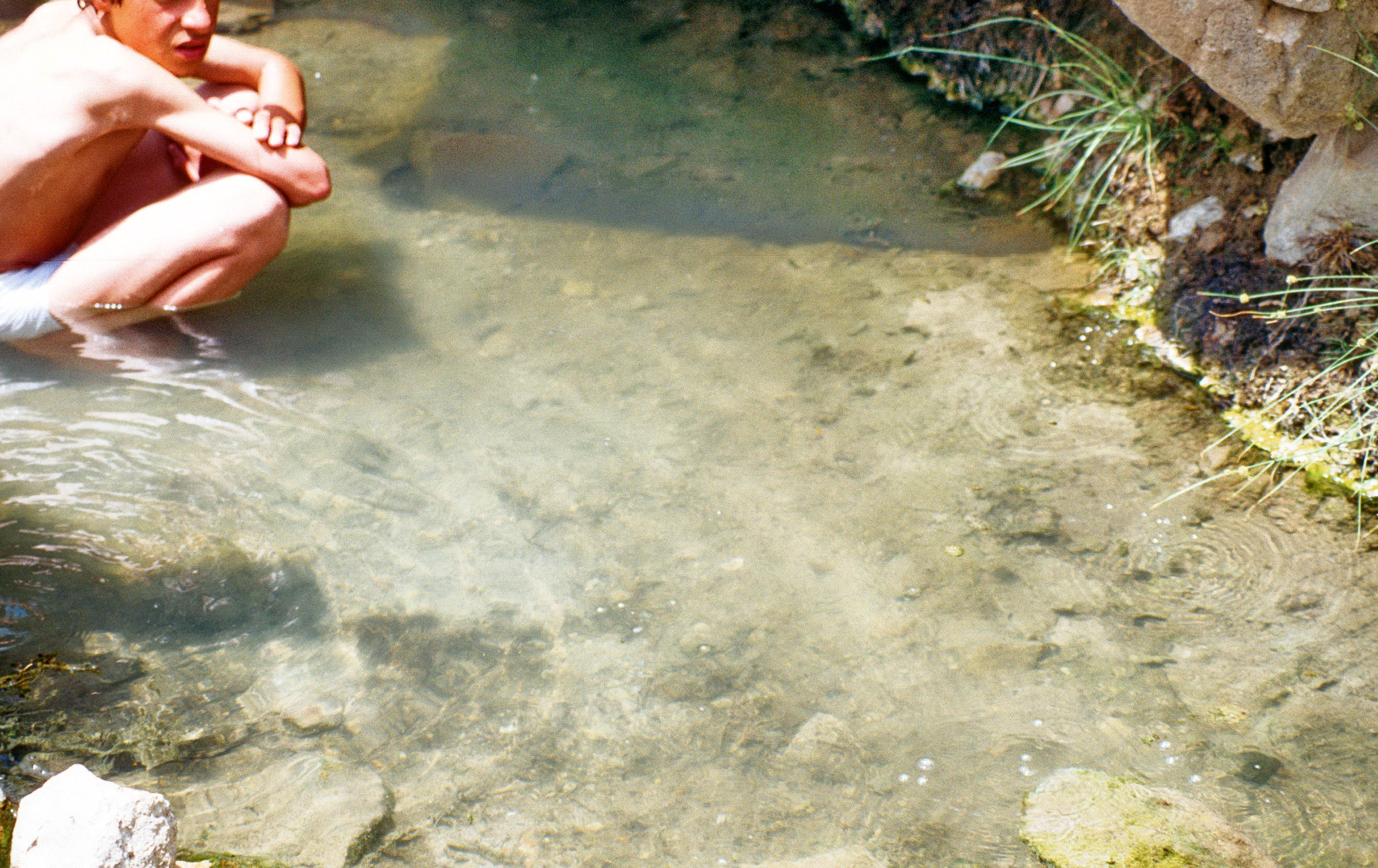
Der Ilık-See (llıkgöl, Ilığgöl) und sein Umfeld werden im Sommer als Heilbad von vielen Einheimischen und Besuchern besucht, die in den heißen Quellen dort aus gesundheitlichen Gründen ein Bad nehmen.

Im Norden des Nemrut Gölü liegt der llıkgöl (Ilığgöl), dessen Wasser warm ist. Er misst rund 500 m im Durchmesser und ist 7–8 m tief. An den Rändern liegen heiße Quellen, in deren Bereich die Wassertemperatur auf über 80 °C ansteigt. Untersuchungen der austretenden Gase einer heißen sprudelnden Quelle weisen darauf hin, dass junge vulkanische Gasemission noch vorhanden ist und 95 % des gesamten austretenden Heliums aus dem Erdmantel stammt, der Vulkan also durchaus noch aktiv ist.

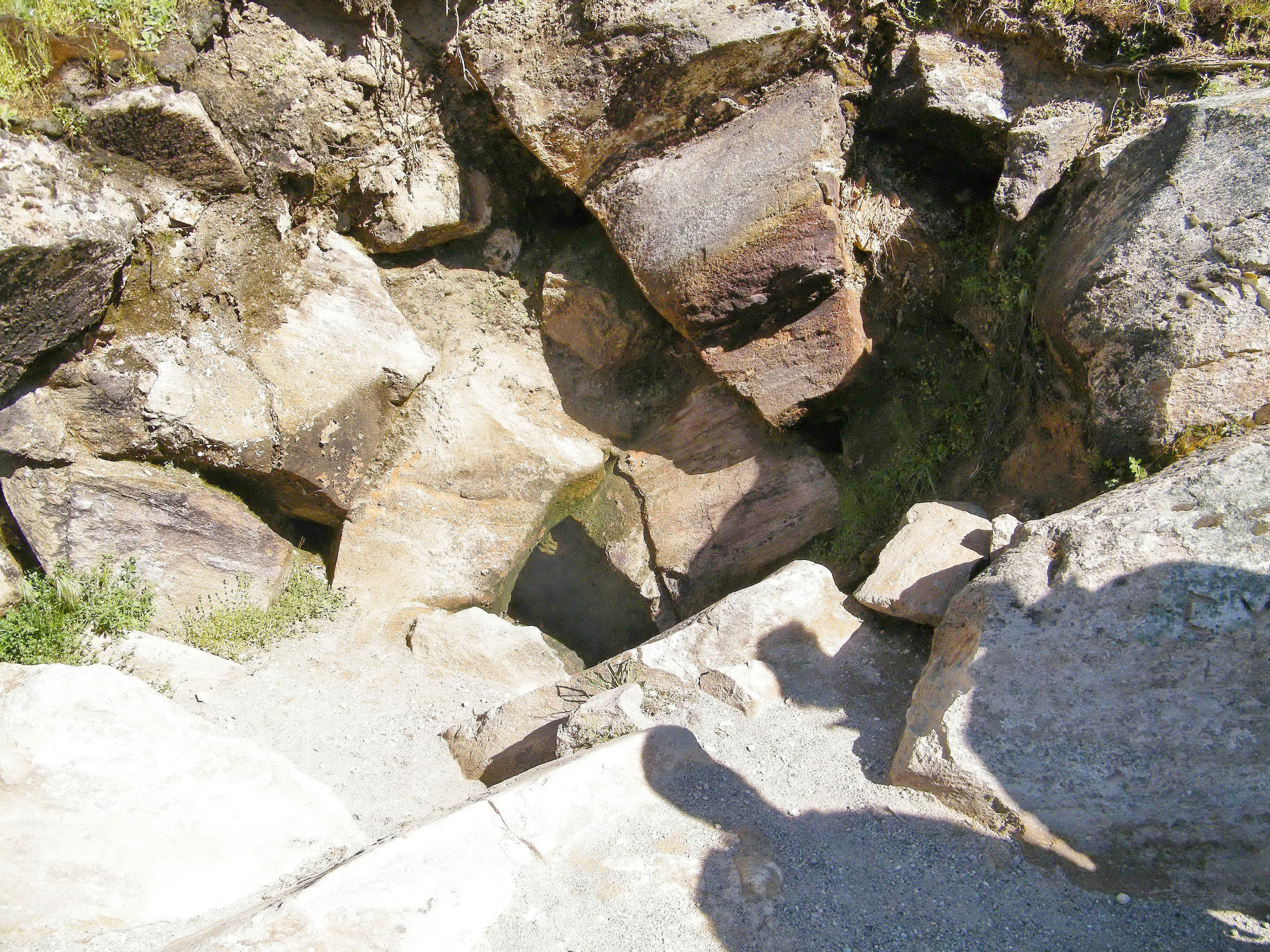
An einer felsigen Stelle des Nemrut Dağı oberhalb des llıkgöl (Ilığgöl) strömen aus einer Spalte im Gestein heiße, schwefelhaltige Gase aus.

Das heiße Wasser wird von den Einheimischen und Besuchern als Heilbad genutzt. Der Ilık-See und sein Umfeld werden im Sommer von vielen Menschen aufgesucht, die in den heißen Quellen dort aus gesundheitlichen Gründen ein Bad nehmen. In der Regel kommen auch viele Halbnomaden mit ihrem Vieh aus Südostanatolien und bauen für ein paar Monate Zelte auf, um sich des Wassers des Nemrut Gölü und des Ilık-Sees zu bedienen. Somit wird der Nemrut Dağı sowohl klimatologisch als auch wirtschaftlich genutzt. Ein dichter Vegetationsgürtel aus Binsen, Schilf und anderen Wasserpflanzen ist hier zu finden. An einer felsigen Stelle oberhalb des llıkgöl (Ilığgöl), in Richtung Hauptsee, strömen aus einer Spalte im Gestein heiße, schwefelhaltige Gase aus. Zuweilen klingt aus dem Inneren des Berges dumpfes Gepolter. Zusammen mit den heißen Quellen zeigt dies, dass der Vulkan noch bis in nahe Zeit aktiv war und sich erst in der AbkühIungsphase befindet. Der zweite größere Nebensee, der Küçük Göl (Kleiner See), im Osten des Kraters, ist ein flaches Schmelzwasserbecken, das in manchen Jahren austrocknet. Seine Oberfläche liegt 35 m höher als die des Hauptsees bzw. des llıkgöl (Ilığgöl). Er hat keinerlei Bewuchs; der Seeboden besteht aus lockerem Geröll und Schlamm.

## Die geologische Entwicklung des Nemrut Dağı

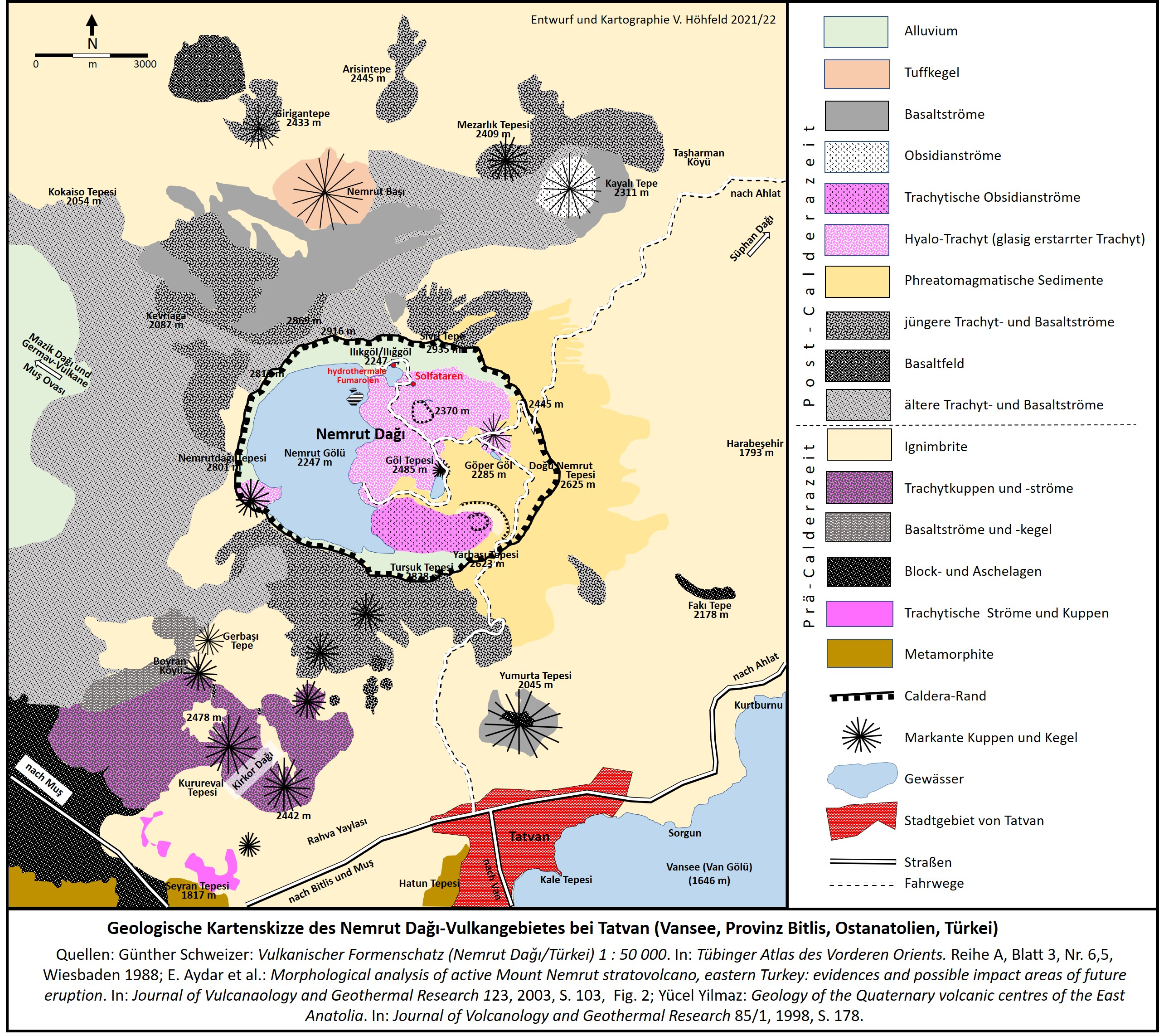
Die Kartenskizze enthält die wichtigsten geologisch und stratigraphisch interessanten Aspekte des Nemrut-Dağı-Stratovulkans und seines Umfeldes bei Tatvan am Vansee in der türkischen Provinz Bitlis.

Jüngere geologisch-stratigraphische Kartierungen des Nemrut Dağı aufgrund von Feld- und Luftaufnahmen offenbarten einige bedeutende Episoden seiner vulkanischen Entwicklung. So war es gegen Ende des 20. Jahrhunderts möglich, einige der entscheidenden Entstehungs- und Entwicklungs-Phasen des Vulkangebiets zu entschlüsseln. In diesem Zusammenhang wurden in den 1990er Jahren zunächst durch Erkan Aydar et al. zwei Haupt-Evolutionsstadien ausgewiesen, eine Prä-Caldera-Phase und die Post-Caldera-Phase, wobei sich erstere nochmals in eine Aufbau- und eine Zerstörungsphase untergliederte. Die Aufbauphase war vor allem durch basaltische, trachytische, rhyolithische Lavaströme, Lavadom-/Lavakuppeneinlagerungen und damit verbundene Block- und Ascheflüsse gekennzeichnet. Die ältesten Laven sind spaltengespeiste Basalte, die mit Schlackekegeln verbunden waren und auf ein Alter von 1,18 ± 0,23 Millionen Jahre datiert wurden. Im Südwesten und Westen der Caldera wurden der Kuppelkomplex von Kirkor und Mazik im Muş-Becken auf 0,31 Millionen Jahre datiert. Gemessene Flanken- und Hangwerte ließen vermuten, dass der Gipfel dieses „primitiven“ Vulkans ca. 4500 m hoch war. Während der Zerstörungsphase wurde der Eruptionsstil des Vulkans als anfallsartig bezeichnet mit wichtigen „plinianischen“ Bimsstein-Luftfällen, denen anschließend eine „geschweißte“ Ignimbrit-Einlagerung (Gestein aus verdichtetem/verbackenem Vulkanauswurf) folgte. Das Volumen der Ignimbrite und seiner verwandten Produkte wurde auf 40 km3 auf einer Fläche von 860 km2 geschätzt. Nach diesem anfallsweise auftretenden Ereignis kollabierte die Caldera. Die Einsturzoberfläche, die eine ellipsoide Form darstellt, entspricht 45 km². Die Volumina der Caldera und des totalen Einsturzes werden auf 40 km3 bzw. 65 km3 geschätzt. Obwohl das Alter dieses Großereignisses damals noch unbekannt war, wurden die Ignimbrite über den Kirkor-Kuppen auf 0,31 Millionen Jahre datiert.
Das Nach-Caldera-Stadium bestand aus Intracaldera- und Flankenausbrüchen. Die östliche Hälfte der Caldera wurde von phreatomagmatischen Kratern, Lavadomen und -flüssen eingenommen. Mindestens drei Explosionskrater sind bekannt. Ihre Tuffringe weisen Basaltschwallablagerungen mit kuppen- und senkenartigen Strukturen, Bomben- und Teichstrukturen, Brotkrustenbomben und Kreuzbettungen auf. Trachytische und rhyolithische Laven wurden innerhalb der Explosionskrater in Form von Lavaströmen, vorherrschend Obsidianströmen, manchmal sphärolithischen Lavadomen (kugelige Form und strahlenförmiger Aufbau) ausgestoßen. Das radiometrische Alter des Intracaldera-Vulkanismus wurde als sehr jung bestimmt und reichte von 0,02 ±0,01 Millionen Jahren bis zu > 10 000 Jahren. Fumarolenaktivität und heiße Quellen sind noch immer auf dem Boden der Caldera vorhanden.
Nur gut ein Jahrzehnt später (1998) unterschied eine Gruppe von Vulkanologen und Geologen fünf aufeinander folgende Bildungsphasen des rezenten Nemrut Dağı:
- eine Vor-Kegelphase,
- eine Kegelbildungs-Phase,
- eine Einsturz-Phase,
- eine Post-Caldera-Phase und
- eine Spätphase.

### Vor-Kegelphase
Die anfängliche vulkanische Aktivität des Nemrut Dağı begann mit Spalteneruptionen, explosiven, möglicherweise „plinianischen“ Ausbrüchen, die eine über 50 m dicke pyroklastische Abfolge von überwiegend trachytischer Zusammensetzung erzeugten. Diese frühen pyroklastischen Produkte bedeckten ein etwa 500 km² großes Flachland um das vulkanische Zentrum. Die entsprechenden Schichten bestehen aus gut sortierten Kleinstfragmenten aus einer Eruptionswolke vulkanischer Lockerstoffe (Tephra) und Gasen, die sich sehr schnell hangabwärts bewegte, im Wechsel mit über 30 m dicken pyroklastischen Ablagerungen. Letztere schufen ein Ignimbrit-Plateau, das das metamorphe Grundgebirge des südlich gelegenen Bitlis-Massivs und auch die darüber liegenden Miozän-Kontinentalablagerungen eines Seesediments unter sich begrub. Die deutlichen Bänder aus groben und feinen pyroklastischen Schichten haben oft unterschiedliche Weiß-, Gelb- und Hellbrauntöne. Jede der explosiven Phasen fügte eine zumeist mehr als 1 m dicke separate deutliche Schicht hinzu. Anteile der Laven und zugehörigen pyroklastischen Sedimente in den vulkanischen Abfolgen, die von Süden nach Norden untersucht wurden, deuten darauf hin, dass der Vulkanismus sich damals langsam nach Norden bewegte.
Trümmer von späteren schweren Explosionen waren schlecht sortiert und nur vage geschichtet, was andeutet, dass Bimsstein und feine Asche bei geringer Sortierung ziemlich schnell produziert wurden. Der Schutt zeichnet sich durch verschiedene Schichten aus, die den Neigungen der Bodenoberfläche des vulkanischen Zentrums mit einer leichten Neigung von nicht mehr als 15° folgten. Die Schichten wurden nicht gefaltet und repräsentieren somit die ursprüngliche Situation, was darauf hindeutet, dass die Eruption eben an der Stelle erfolgte, an der sich auch das vulkanische Zentrum entwickelt hatte. Dafür spricht auch das bogenförmige Verteilungsmuster einer Reihe von rhyolithischen und trachytischen Schlackekegeln, die möglicherweise zur gleichen Zeit entlang von radialen und tangentialen Rissen gebildet wurden. Über den trachytischen Laven und den pyroklastischen Gesteinen bedeckten Schichten von geschweißtem (bei Temperaturen über 600 °C verbacken) und nicht geschweißtem Tuff ca. 250 km² Land.

### Kegelbildungs-Phase
Zu Anfang der anschließenden Kegelbildungs-Phase wurden dunkle trachytische und hochmobile basaltische Lavaströme erzeugt, die deutlich in den Sedimentfolgen der Caldera-Wand erkennbar sind. Diese den Kegel bildenden Eruptionen lagerten eine Folge von unter 5 m dünnen Schichten von Lavaströmen und pyroklastischen Strömen ab, die vom vulkanischen Zentrum aus abtauchen. Diese flüssige Lava floss hauptsächlich nach Süden und erstreckte sich über mehr als 40 km. Die Lavaströme folgten der Route durch die Bitlis-Schlucht, wurden von einem zentralen Lavaflusses gespeist und waren entlang des Flusstals im Allgemeinen über 200 m breit und 5 bis 30 m hoch. Der Basalt wurde später durch trachytische und rhyolithische Eruptionen abgelöst. In Verbindung damit wurden dunkle pyroklastische Gesteine abgelagert, und es bildeten sich Obsidianströme von etwa 50 m Mächtigkeit. Teilweise zeitgleich mit diesem Ereignis begann sich im Süden der Dom des Kirkor-Vulkans zu entwickeln, wobei sich der Vulkanismus am Nemrut Dağı durch nachfolgende Eruptionen von Basalt- und Trachyt-Laven sowie pyroklastischen Gesteinen intensivierte. Innerhalb der Tephra-Sequenzen traten pyroklastische Stoß-, Fall- und Strömungsrippel in Sedimentfolgen der Calderawand auf, wodurch fünf Hauptexplosionsphasen unterschieden werden konnten.
Nach einem nicht-vulkanischen Intervall, nachweisbar anhand einer ausgeprägten Erosionsfläche, brachen trachytische, basaltische Laven und pyroklastische Ströme einschließlich Ignimbrit-Strömen aus und verteilten sich radial von der zentralen Quelle weg. Dabei markierte eine blassgrüne dünne hyalo-trachytische Lavaschicht, gelegentlich begleitet von einem Obsidianfluss, das Ende jeder einzelnen Eruptionsphase. Dabei entstand ein großer Vulkankegel. Işık Özpeker vermerkte, dass die Schichten dieser Phase im Mittel um 40° einfallen und rekonstruierte daraufhin die ursprüngliche Höhe des Vulkankegels vor dem Kollaps der Caldera auf über 4400 m.

### Einsturz-Phase
Nach einer Zeit der Ruhe und möglicherweise einer wiederauflebenden Kuppelbildung erhöhten entstehende Gase mit der Zeit den Druck innerhalb der flüssigen Masse und führten zum Aufsteigen des Magmas. Mit Druck-Überschreitung eines kritischen Punktes brach der Vulkan aus und die Spitze des Vulkankegels zusammen, wobei schätzungsweise 24,4 km³ Material des Vulkans einstürzten. Der Zeitpunkt der calderabildenden Eruptionen, die die Magmakammer entleerten und zum Einsturz der Caldera führten, liegt daher möglicherweise 90 000 bis 30 000 Jahre zurück. Sumita und Schmincke schlagen nach ihren radiometrischen Daten vor, dass sich die Nemrut-Caldera vor ca. 30 000 Jahren entwickelte. Die Nemrut-Caldera brach dabei stückweise zu drei Hauptblöcken zusammen. Produkte der Aktivität nach dem Calderaeinbruch sind im Bereich innerhalb der Caldera und an der Nordflanke vorhanden, wo sich später dann, um 1597, eine „Riftzone“ entwickelte.

### Post-Caldera-Phase
Nach dem Einsturz des Vulkankegels wurde vor allem der Rand der Caldera zum Ort von Eruptionen, die dicke und zähflüssige trachytische und rhyolithische Laven und pyroklastische Ströme hervorbrachten. Diese Ströme feiner Asche- und Bimssteinblöcke stürzten, möglicherweise aufgrund von Dampfexplosionen, den Osthang der Caldera hinab, überwanden dabei die Calderawand bzw. ergossen sich durch eine Bresche in der östlichen Calderawand. Diese Ausbrüche waren durch eine große Anzahl pyroklastischer Vorgänge gekennzeichnet, die mehr als 10 Kuppen und Tuffkegel erzeugten, die bis heute im höheren zentralen Calderabereich erkennbar sind. Dabei sammelten sich wiederholt pyroklastische Ströme am Caldera-Boden und bildeten, begleitet von großen, glasigen, schwarzen Obsidianströmen mit massiven Strömungsbändern, gestaute Ignimbrite. Im Calderaboden ist bisweilen der vollständige Übergang von glasigem Obsidian zu bimsartigem Schaumfluss zu beobachten. Gleichzeitig strömten dichte perlitische Hyalo-Trachyt-Ströme aus dem Göl Tepesi, einem zentral gelegenen großen Nebenkegel innerhalb der Caldera. Ein weiterer großer Nebenkegel entstand etwa 1,5 km nördlich davon bei einem späteren Ereignis, und es folgte eine Ansammlung von Schlackenkegeln zusammen mit einer Reihe von Explosionskratern und Kuppen entlang von Nord nach Süd verlaufenden Spannungsrissen. Später entstand an der Nordflanke des Nemrut Dağı bei einer Vielzahl von siliciumhaltigen pyroklastischen Vorgängen ein komplexes Feld von Schlackenkegeln und -kuppen aus basaltischen und trachytischen Laven sowie Pyroklasten.

### Spätphase
Die vulkanischen Aktivitäten des Nemrut Dağı Vulkankomplexes beschränkten sich im Spätstadium größtenteils auf Spalteneruptionen, die sich entlang von Nord nach Süd verlaufenden Rissen innerhalb der Caldera und entlang der nördlichen Caldera-Wand entwickelten. Im Caldera-Boden wurden dabei 23 Parasitärkegel und Kuppeln mit Durchmessern zwischen 10 und 100 m entlang dieser Spalten aufgebaut, aus denen trachytische Lava und monticellithaltige (graue Silikatmineralien der Olivingruppe) Olivin-Basaltlava austraten. Die Spannungsrisse breiteten sich wahrscheinlich nach Norden aus, da sich der spätere Vulkanismus außerhalb der Caldera fortsetzte. Dabei stellte die trachytisch-basaltische Lavafüllung in einem langen Spalt unmittelbar nördlich des Vulkanzentrums eines der jüngsten vulkanischen Produkte dar, die durch Erosion bis auf die Ebene des umgebenden Flachlandes freigelegt wurde. Sie tritt dort als über 1500 m langer und dicker Grat auf.
Während einer Eruption, die nach Überlieferung 1441 n. Chr. stattfand, bildete sich dunkle, rot gefärbte, trachytische Lava, die von den Einheimischen als Kantaşı (Blutstein) bezeichnet wird. Mit Ausnahme kleinerer Vorkommnisse ruht der Vulkan seit dieser Zeit. Isotope-Datierungen, die an einer Vielzahl von Gesteinsproben von verschiedenen Orten des Nemrut Dağı durchgeführt wurden, ergaben bislang eine Altersspanne von 2,5 Mio. Jahren vulkanischer Aktivitäten, die bis in historische Zeiten reichten.
Dank neuerer Forschungen seit dem ersten Jahrzehnt des 21. Jahrhunderts konnte das Wissen um die Chronologie des Nemrut-Vulkans weiter präzisiert werden: Nach Sumita und Schmincke befinden sich die ältesten Ignimbrite mit einem Alter von 265 ± 4 bis ca. 40,9 ± 1,7 tausend Jahren im nördlichen Teil des Vulkans. In Bezug auf die Füllung der Bitlis-Schlucht (s. o.) konnten sie zwar keine radiometrische Datierung der Ignimbrite erbringen, schlugen aber ein Alter von mehr als 200 000 Jahren vor. Im südlichen Teil des Vulkans haben Sumita und Schmincke zwei Ignimbrite auf ein Alter von 216,4 ± 14,3 tausend Jahren (Küçüksu Ignimbrite, die Mouralis et al. 2010 mit 190 000 Jahren datierte), bzw. von 45,1 ± 2,1 tausend Jahren (Tatvan Ignimbrite) bestimmt. Zudem wurde der jüngste Ignimbrit, der Nemrut-Ignimbrit, auf ein Alter von 33,7 ± 10,9 tausend Jahren datiert und mit dem Zusammenbruch der heutigen Caldera in Verbindung gebracht. Bis vor kurzem war man der Meinung, dass der Nemrut Dağı zuletzt 1411 und 1441 vulkanisch aktiv war. Dafür spricht eine Sedimentschicht zwischen zwei Bimssteinschichten, deren beiden Eruptionen im Abstand von 30 Jahren stattfanden. Für jüngere Aktivitäten gibt es allerdings Zeugnisse.

### Historische Ausbrüche und Gegenwarts-Situation
Der Nemrut Dağı bildet als zwar ruhender, aber potentiell aktiver Schichtvulkan auch rezent noch eine Gefahr für seine Umgebung. Dafür sprechen Rauchschwaden, Fumarolen und heiße Quellen auf dem Boden der Caldera. Obwohl als letzte aufgezeichnete vulkanische Aktivität eine Eruption im Jahr 1441 bekannt ist, geht man davon aus, dass ein letzter Ausbruch des Nemrut Dağı in jüngerer Zeit, wahrscheinlich kurz vor 1597, möglicherweise sogar im 19. Jahrhundert stattfand. Gemäß der vulkanologischen Vergangenheit des Komplexes konzentrieren sich die Arten der zu erwartenden Eruptionen auf zwei Arten:
- Das Auftreten von Wasser innerhalb der Caldera führt zu phreatomagmatischen (hochenergetischen) Eruptionen, gefolgt von Lavaausbrüchen;
- Ergüsse (nicht explosive oder schwach energetische Eruptionen) erfolgen an den Flanken an Rissen.

Um das Wirkungsgebiet zukünftiger Eruptionen vorhersagen zu können, wurden eine Reihe morphologischer Analysen basierend auf Feldbeobachtungen, digitalen Höhenmodellen und Satellitenbildern durchgeführt. 22 Täler (Haupttransportwege) wurden nach ihrer Bedeutung klassifiziert und die physikalischen Parameter der Täler bestimmt. Die möglichen Routen vulkanischer Produkte wurden in mehrere Hauptrichtungen hin untersucht: Bitlis, Güroymak, Tatvan und Ahlat sind Städte, deren etwa 135 000 Einwohner durch zukünftige Eruptionen dieses erst jüngst erforschten Vulkans bedroht sein könnten. Das Gebiet erfährt immer noch tektonische Deformationen im Zusammenhang mit der Kollision der Arabischen und der Eurasischen Platte.
Obwohl eine der letzten vulkanischen Aktivitäten im Jahre 1441 bekannt ist, finden wir in einem arabischen Buch aus dem Jahr 1597 eine Live-Beschreibung eines Nemrut-Ausbruchs (s. u.). Karakhanian et al. zitieren drei historische Ereignisse des Nemrut Dağı. Eines dieser Ereignisse, das aus dem Jahre 1441, scheint mit den Eruptionen in der Nemrut-Spaltenzone zusammenzuhängen und ist wahrscheinlich auch mit der Bildung der Spalte verbunden. Nach den Beobachtungen von Şerefhan dauerte die Aktivität der Spaltzone bis 1590 an:

„Im Jahr 1441 donnerte der Berg Nemrut zwischen den Städten Khlat (Ahlat) und Baghesh (Tatvan) plötzlich als gewaltiges Gewitter; das ganze Land erschauderte, als man sah, wie ein breiter Riss den Berg spaltete und nebliger Rauch und stinkende Flammen aus dem Riss kamen. Kinder hatten diesen Geruch satt, und die brennenden Flammen brannten Steine, riesige Steine von fünf Kangoun (?) Gewicht wurden in den Himmel geworfen; das Feuer wurde aus der zweitägigen Reisedistanz gesehen. Die Stadt Ahlat erbebte von diesem Donner. Der Berg spaltete sich und öffnete einen riesigen Abgrund, und die Steine auf dem Gipfel kochten und schmolzen und klebten aneinander, und so ging es jahrelang weiter.“

Über ein weiteres ähnliches Ereignis herrscht bislang noch Uneinigkeit zwischen den Interpretationen von Karakhanian et al. und Haroutiunian. Über diese Vorkommnisse vom 13. April 1692 n. Chr. vermerkt Michael Bolnetsi Mitter der 1950er Jahre:

„In der Stadt Baghesh (Tatvan) verdunkelte sich am 13. April Sommer 1692 das Sonnenlicht seit dem Morgen und färbte sich bleifarben; Dunkelheit umhüllte die Erde, sodass die Menschen sich nicht sehen konnten. Bis zum Abend war roter Staub zu Boden gefallen und es gab ein Erdbeben, viele Siedlungen wurden zerstört und viele Menschen starben.“

Ein dritter vergleichbarer Vorfall ereignete sich offenbar am 18. Mai 1881 n. Chr. Er wurde von Karakhanian et al als schwache vulkanische Aktivität eingestuft und wie folgt zitiert, blieb aber bisher ebenfalls umstritten:

„Am 18. Mai 1881 gab es in Van ein starkes Erdbeben; im Dorf Terzour wurde alles zerstört. Einen Tag vor dem Erdbeben hörte einer der Dorfbewohner einen schrecklichen unterirdischen Knall auf dem Berg Nemrut. Das Dorf Terzour wurde vor 400 Jahren auf einem Lavastrom aus dem Nemrut-Krater erbaut.“

Die genaueste Beschreibung der Eruption in der nördlichen Spaltenzone des Nemrut Dağı stammt von Şerefhan (s. o.). Diese Beschreibungen, deren Übersetzung Aydar et al. 2003 lieferte, beginnen mit einer Einleitung über die mythologischen Hintergründe des Caldera-Einsturzes und setzen sich in einer als authentisch angesehenen Situationsbeschreibung fort:

„Nördlich von Bedlis (Bitlis), zwischen den Städten Muş und Ahlat, befindet sich ein hoher Berg namens ‚Nemruz‘ (Nemrut Dağı). Die Eingeborenen glauben, dass Nemruz (Held und König Nimrod, Erbauer des Turms von Babylon) die Winter und Sommer auf diesem Berg verbracht hat. Zu diesem Zweck ließ er auf dem Gipfel eine Burg und einen Palast errichten. Er hat dort gelebt und viel Zeit verbracht. Er fiel dem Zorn Gottes zum Opfer und wurde bestraft. Folglich ließ der Gott diesen Berg, dessen Höhe nicht weniger als 2000 Zira (alte Längeneinheit: 1 Zira = 0,757738 m) betrug, einstürzen und 1500 Zira sinken (Calderaeinsturz).“

„Dieser Untergang hat einen See von 5000 Zira Breite geschaffen. Sein Wasser ist kristallklar und extrem kühl. Es ist seltsam, dass beim Ausheben einer Grube an ihren Ufern heißes Wasser nach oben spritzt. Das Land ist steinig. Es gibt weder viel Erde noch viel Schlamm. Denn die schwarzen Felsen (Basalt- und Obsidianströme) lagen nebeneinander. Einige dieser Felsen sind von einer Art, die von den Türken Kamelauge genannt wird. Sie sind hart und ähneln gefüllten Waben (sphärolithischer Obsidian). Darüber hinaus gibt es eine andere Art von Stein, die weicher ist als die anderen, wie dunkle Gesteine (dunkle Ignimbrite). . . . Im nördlichen Teil dieses Ortes befindet sich eine Spalte, durch die dunkler Brei (basaltische Magma) fließt. Er ähnelt der dunklen Masse, die aus dem Blasebalg des Schmiedes fließt, und sein Gewicht ist schwerer als Eisen. Er sprudelt nach oben und fließt schnell hinunter zur Klamm. Meiner Meinung nach nimmt dieser Brei jedes Jahr zu und ab. Er spritzt mehr als 30 Zira (Lavafontäne) hoch und breitet sich über mehr als 100 Zira aus. Und hier sprudelt er aus mehreren Punkten. Wer die Absicht hat, einen Teil dieser Masse abzutrennen, wird auf große Schwierigkeiten stoßen (hartes Basaltgestein).“

## Abriegelung des Vansees
Das Gebiet um den Vansee war am Ende des Tertiärs und zu Beginn des Quartärs zu einer Tiefebene auf einer Höhe nahe dem Meeresspiegel geworden und von Süßwasserseen mit verschiedenen Abflüssen besetzt. Als im Pleistozän als Ergebnis der epirogenen Bewegungen die Region vollständig angehoben wurde, entstand im heutigen Vansee-Gebiet eine in Ost-West-Richtung verlaufende Depression zusammen mit der heutigen Muş Ovası. Diese Senke enthielt einen See, der nach Westen hin zum Fluss Murat/Euphrat entleert wurde. Später wurde die Van-Muş-Senke aufgrund von Eruptionen des Nemrut-Vulkans in zwei Teile durch Aufbau der Rahva-Lavaschwelle getrennt, hinter der sich im Osten der Van-See bildete. Während das Wasser des Van-Sees jedoch zunächst noch über den Bitlis Çayı südwärts in den Tigris abfloss, wurde dieser Abfluss unterbrochen, als Lava durch anhaltende Eruptionen des Nemrut Dağı das Bitlis-Tal füllte und der Van-See sich in ein geschlossenes Becken verwandelte. Der See ist heute somit abflusslos und füllt ein großes, tiefes Senkungsfeld. Er hatte ehemals vermutlich 10 km südöstlich von Tatvan einen Abfluss nach Süden über die später durch vulkanische Tuffe beträchtlich aufgehöhte, talartige etwa 1800 m hohe Wasserscheide bei Kotum zum Güzelsu und über den Pınarca Çayı quer durch den Bitlis-Taurus zum unteren Bitlis-Fluss sowie einen weiteren ehemaligen Abfluss westlich von Tatvan im Bereich des Passes zum Tal von Bitlis. Im Südwesten des Sees, wo sich auch die Rahva-Schwelle zwischen dem Vansee-Becken und dem Tigris bzw. dem Euphrat/Murat befindet, können mindestens sechs aufeinanderfolgende Stadien unterschieden werden:

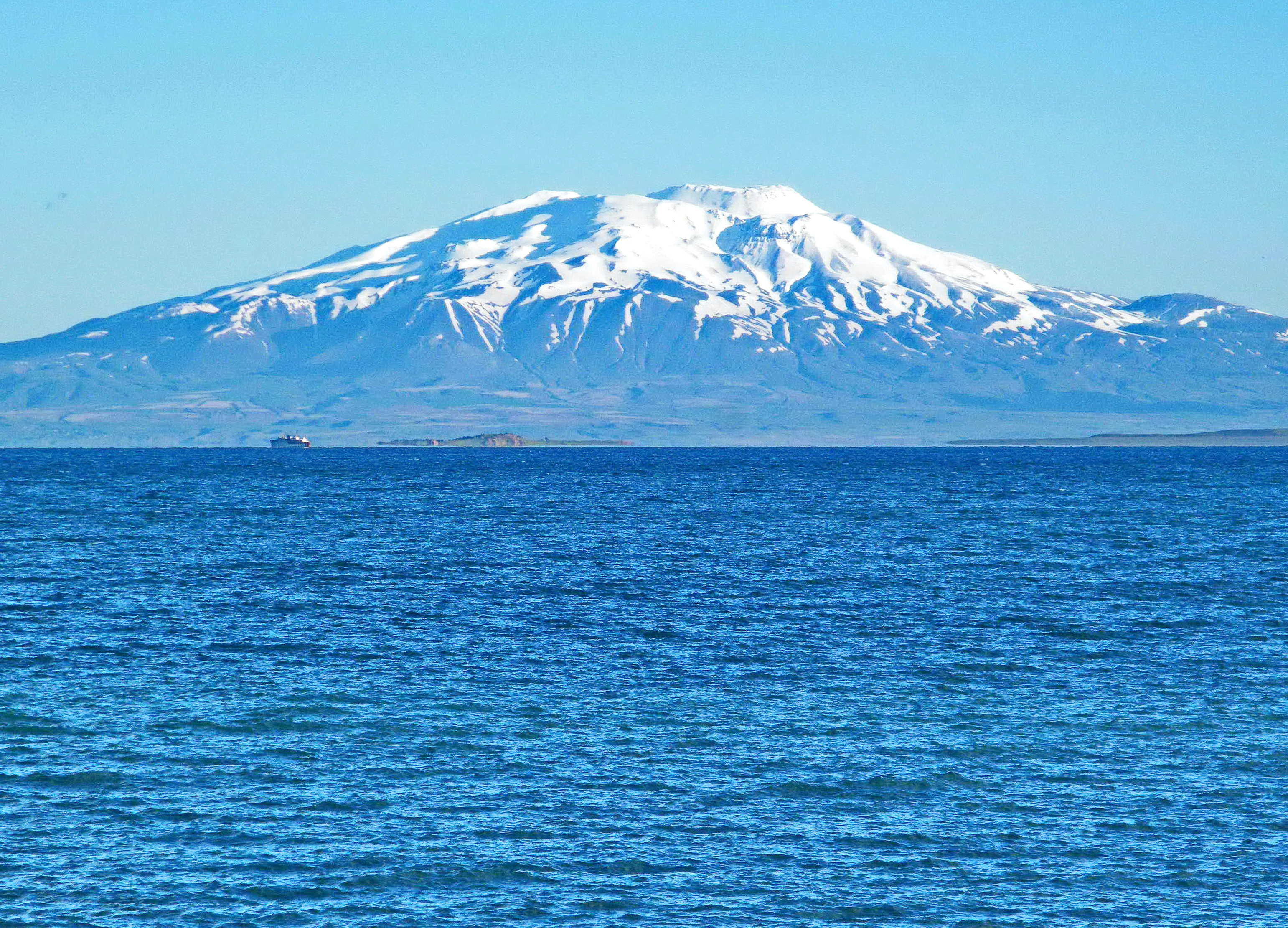
Zu einem nicht bekannten Zeitpunkt (unteres bis mittleres Pleistozän?) haben die Vulkane Süphan (hier im Bild) und Nemrut Dağı die alten Auslässe des Vansees nach Norden durch die heutige Patnos-Ebene oder nach Westen in die Muş-Ebene in den oberen Murat/Euphrat nach und nach geschlossen.

Stadium 1: Vermutlich hat während einer Anfangsphase (unteres bis frühes mittleres Pleistozän?) ein alter Van-See entweder nach Norden durch die heutige Patnos-Ebene oder nach Westen in die Muş-Ebene in den oberen Murat/Euphrat entwässert. Zu einem nicht bekannten Zeitpunkt (unteres bis mittleres Pleistozän?) haben die Vulkane Süphan und Nemrut Dağı diese alten Auslässe nach und nach geschlossen.
Stadium 2: Dunkle, ca. 216 000 Jahre alte Ignimbrite (Obuz-Ignimbrite) bedeckten ein sehr großes Gebiet zwischen Nemrut Dağı und den Flanken des Bitlis-Massivs und verstopften zwei der möglichen Drainagen des Van-Sees: die Täler von Bitlis und von Küçüksu-Güzeldere.
Stadium 3: Wie Erosionsmerkmale und alluviale Ablagerungen im Küçüksu-Güzeldere-System belegen, ermöglichte eine spätere Tiefen-Erosion dieser schwarz gefärbten Obuz-Ignimbrite eine Wiederverbindung des Vansees mit dem Küçüksu-Güzeldere. Ca. 120 000 Jahre alte Bimsstein-Sedimente über dem Obuz-Ignimbrit dort weisen allerdings auf das folgende Ende dieser Phase hin.
Stadium 4: Die Bildung der Incekaya- und Dibekli-Vulkankegel über dem Obuz-Ignimbrit brachte die topographische Trennung zwischen zwei ehemaligen Teilen des alten Küçüksu-Tals. Durch diese Auffüllung wurde der See zumindest für eine gewisse Zeit zu einem endorheischen (abflusslosen) System – möglicherweise bis in die Gegenwart.

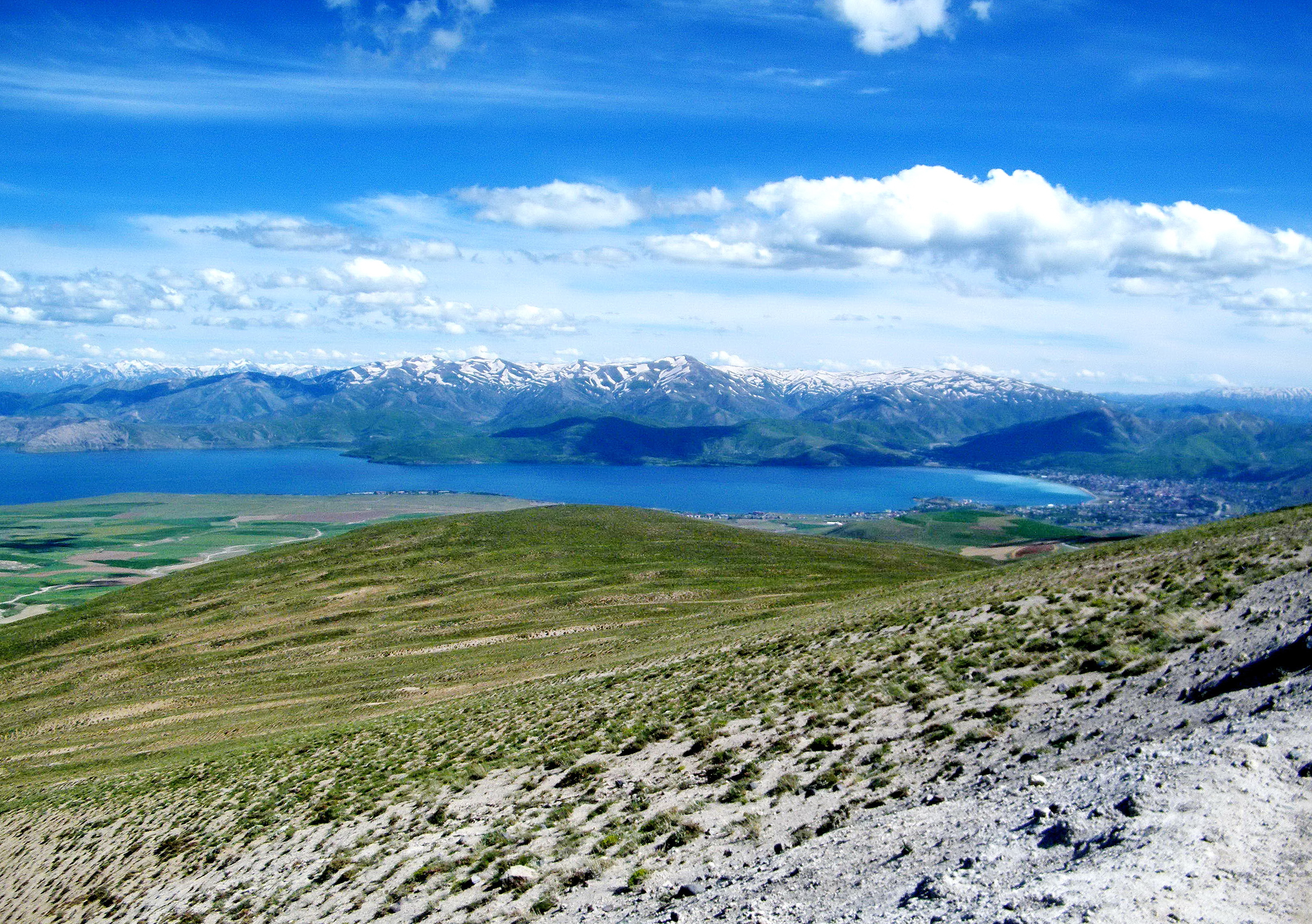
Blick vom östlichen Kraterrand des Nemrut Dağı auf den Van Gölü. Im Mittelgrund rechts die Kreisstadt Tatvan vor den Vulkaniten des oberen Küçüksu-Tales, die den alten Abfluss des Vansees blockieren, links die verschneiten Ketten der İhtiyarşahap Dağları (Kavuşşahap Dağları) des äußeren Osttaurus.

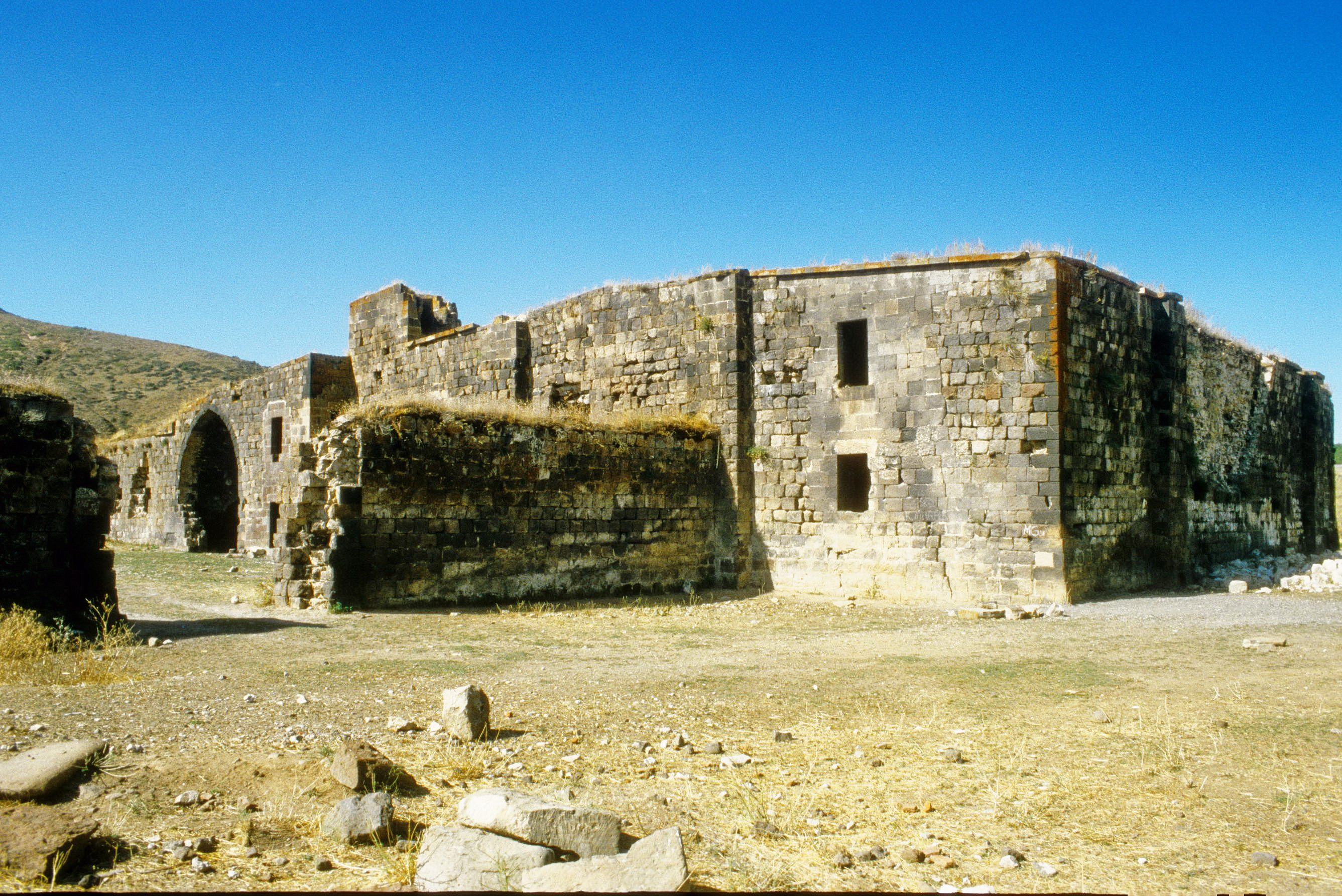
Teile der weit verbreiteten Nemrut-Ignimbrite, die für den Einsturz der Nemrut-Caldera und auch für die endgültige Schließung des Vansees verantwortlich waren, bildet auf 1736 m Meereshöhe als Wasserscheide zwischen Murat/Euphrat und Dicle/Tigris die heutige topographische Schwelle des Vansees im äußersten Südwesten, den rezenten Rahva-Pass auf der Rahva-Ebene mit drei historischen Karawansereien El Aman Hanı, Baş Han und Papsen Hanı (hier im Bild) in etwa mittig gelegen zwischen Bitlis und Tatvan an der Kreuzung der ostanatolischen Karawanen-, Pilger- und Seidenstraße.

Stadium 5: Ein weiterer Ignimbrit-Ausbruch vor 45.000 Jahren vom Nemrut-Vulkan aus füllte die südwestlich gelegenen Täler von Kotum, Küçuksu und Güzeldere. Er wird als „Kotum-Ignimbrit“ oder „Tatvan-Ignimbrit“ bezeichnet. Ulusoy et al. definierten diesen Ignimbrit als Teil der weit verbreiteten Nemrut-Ignimbrite, die für den Einsturz der Nemrut-Caldera und auch für die endgültige Schließung des Vansees verantwortlich war. Diese Formation bildet auf 1736 m Meereshöhe als Wasserscheide zwischen Murat/Euphrat und Dicle/Tigris die heutige topographische Schwelle des Vansees im äußersten Südwesten: den rezenten Rahva-Pass auf der Rahva-Ebene mit drei historischen Karawansereien El Aman Hanı, Baş Han und Papsen Hanı etwa mittig gelegen zwischen Bitlis und Tatvan an der Kreuzung der ostanatolischen Karawanen-, Pilger- und Seidenstraße (Abzweig der Nationalstraße D360 nach Bitlis von der D 300 von Van nach Elazığ).
Stadium 6: Nach der Ablagerung des jüngsten Ignimbrits hat sich das lokale Flussnetz völlig umorganisiert. So wird z. B. das Küçüksu-Tal in zwei verschiedene Richtungen entwässert: Der frühere flussaufwärts gelegene Teil geht nordwärts durch das Küçüksu-Tal, das in das Kotom-Tal mündet, in den Vansee, während sein ehemals flussabwärts gelegener Teil immer noch über den Koca Çayı (Çeltik Deresi) in den Dicle/Tigris-Oberlauf mündet.

## Obsidianvorkommen

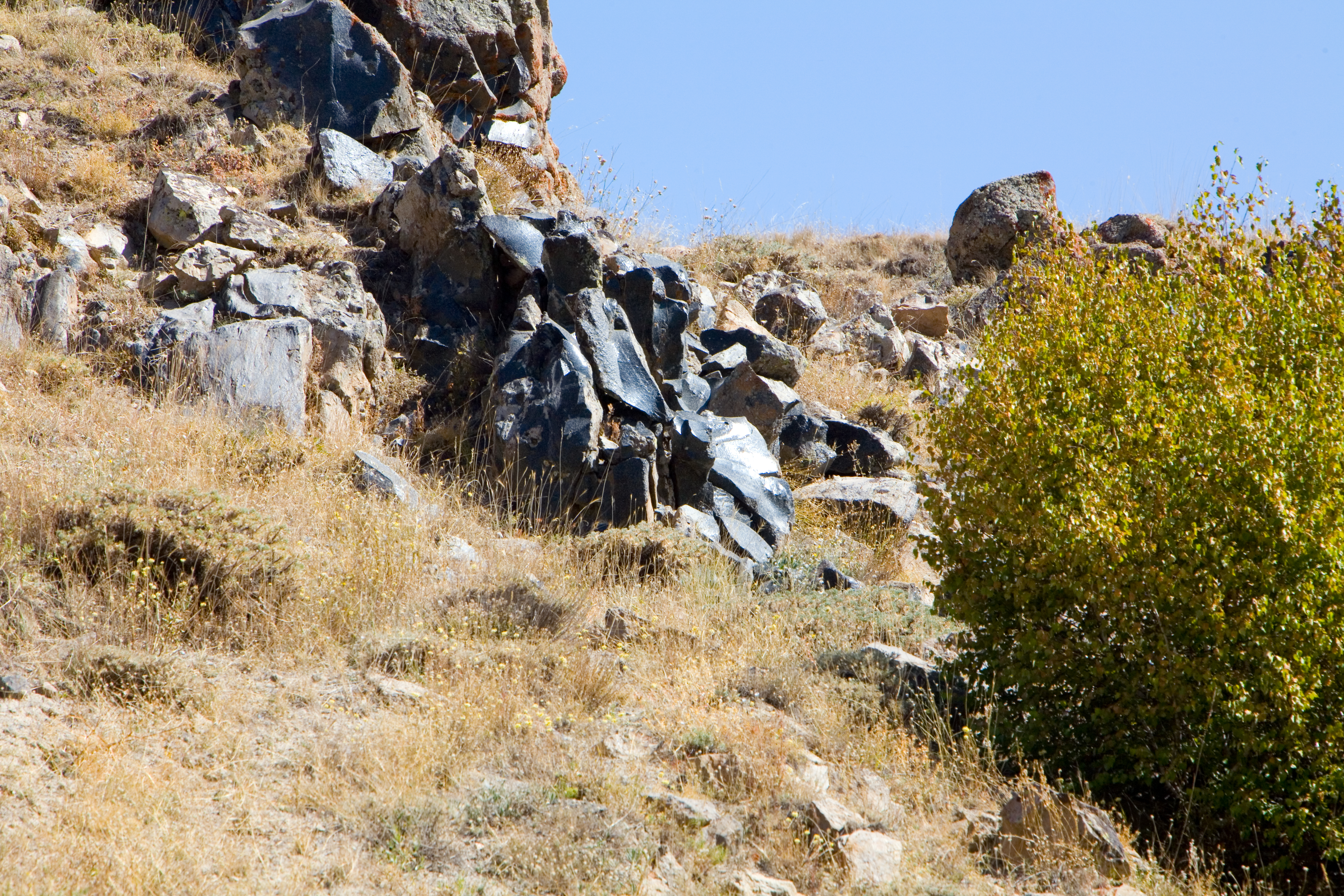
Obsidianablagerungen in der Nemrut-Caldera

Der Nemrut Dağı war im Neolithikum und der Bronzezeit eine wichtige Quelle von Obsidian, der bis nach Nordmesopotamien und in die südliche Levante verhandelt wurde. Es können mehrere Obsidianflüsse unterschieden werden. Obsidian kommt in größeren Mengen an der südlichen und östlichen Bergflanke vor, kleinere Vorkommen befinden sich am nordöstlichen Abhang. In der Osthälfte der Caldera befinden sich kleinere Obsidianflüsse und Rhyolithvorkommen. Die Obsidiane des Nemrut sind peralkalin (Bedeutung siehe unter „Peralkalisches Gestein“). Von etwa 7000 bis 4000 v. Chr. war Obsidian vom Nemrut Dağı, genauer des Sıcaksu-Tales (zwischen Tatvan und Ahlat), in weiten Teilen der Levante bis zum Persischen Golf vorherrschend. Ab dem späten Neolithikum und frühen Chalkolithikum liegen zahlreiche Befunde menschlicher Dauerbesiedlung im Gebiet vor. Die Grabungen seit Ende des 19. Jahrhunderts im Hüyük des Tilkitepe, einem Siedlungshügel innerhalb des Flughafengeländes 7 km südwestlich von Van, deren Grabungsbefunde durch Manfred Korfmann 1982 zusammengefasst und veröffentlicht wurden, geben einen Einblick in die dortigen Besiedlungsphasen zwischen etwa 7.300 und 3.700 vor heute. Die Siedlung muss während der frühchalkolithischen Halaf-Kultur bereits recht groß gewesen sein. Die in großen Mengen gefundenen Obsidian-Artefakte deuten darauf hin, dass die Siedlung damals ein Verarbeitungs- und Handelszentrum für Obsidianwerkzeuge war. Geochemische Untersuchungen an archäologischen Funden beweisen eine großräumige und massenhafte Verbreitung des Obsidians bis in den Südiran.
Fundorte von Nemrut-Obsidian sind:
- Tell Aswad, ca. 10.300 BP
- Shanidar, Jungpaläolithikum
- Zarzi, Epipaläolithikum
- Hallan Çemi, 10600–10000 BP
- Cafer Höyük, 9600 und 8600 BP
- Tell Schemschara, 8000–7000 BP
- Munhata
- Abu Zureiq
- Tell el-Obed
- Larsa
- Oueili
- Dharhan, Persischer Golf

## Auswirkungen von Vulkanausbrüchen des Nemrut Dağı auf die Vegetation
Anfang der ersten Dekade des 21. Jahrhunderts hat Nils Riedel Auswirkungen von Vulkanausbrüchen u. a. des Nemrut Dağı auf die Vegetation im Vanseebecken anhand von Tephra-Bändertondatierungen des Vansees über Pollenanalysen untersucht, die entsprechend dieser Datierung von vor 2649 und 2651 Jahren, also etwa um 650 v. Chr., einen entsprechenden Ausbruch diese Vulkans dokumentierten. Dabei wurde ein erheblicher Einfluss des damaligen Nemrut-Ausbruchs auf die Vegetation erbracht mit Nachweis für eine deutliche Vegetationsschädigung (Rückgang der Eichenpollen um etwa 75 %), aber auch eine anschließende rasche Vegetations-Wiederbesiedlung nach Ausbruch des Vulkans. Die Eichenbestände in der Umgebung des Nemrut waren durch ihre Nähe zum Eruptionszentrum offenbar deutlich stärker betroffen als die Steppenvegetation. Die Krautpollenraten nahmen im Vergleich zu Eichenpollen weniger stark ab und erreichten in der Regel deutlich früher wieder übliche Schwankungsbreiten. Aber auch die relativ schnelle Wiederzunahme der Eichenpollen innerhalb von ca. 40 Jahren (nach Auswertung der Bänderton-Chronologie) macht eine totale Zerstörung großer Teile des Eichenbestandes eher unwahrscheinlich: Man geht deshalb eher von einem hohen Anteil an reversibel geschädigten Bäumen aus, die weniger Blüten bildeten und deshalb weniger Pollen produzierten, sich dann aber relativ schnell wieder erholten. Zwei andere Ausbrüche des Nemrut Dağı im Frühholozän und frühen Mittelholozän haben dagegen pollenanalytisch keine oder nur geringe Schäden an der Vegetation verursacht. Die vorliegenden Daten geben für diese Zeitabschnitte keinen Hinweis für klimatisch oder anthropogen induzierte Vegetationsveränderungen. Bei diesen Analysen konnte zudem zum ersten Mal ein direkter Nachweis anhand einer vorhandenen Tephraschicht für einen der jüngsten größeren Ausbrüche des Nemrut-Vulkans erbracht werden, der historisch für das Jahr 1441 belegt ist. Zudem konnten darüber hinaus bei Untersuchungen verschiedenster Wissenschaftler zwischen 1977 und 2009 von 16 unterschiedlichen untersuchten spätglazialen und holozänen Tephren in Vansee-Sedimenten mit hoher Wahrscheinlichkeit mindestens sechs Eruptionen des Nemrut zwischen 5350 und 4850 v. Chr. zugeordnet werden.

## Klimatische Aspekte

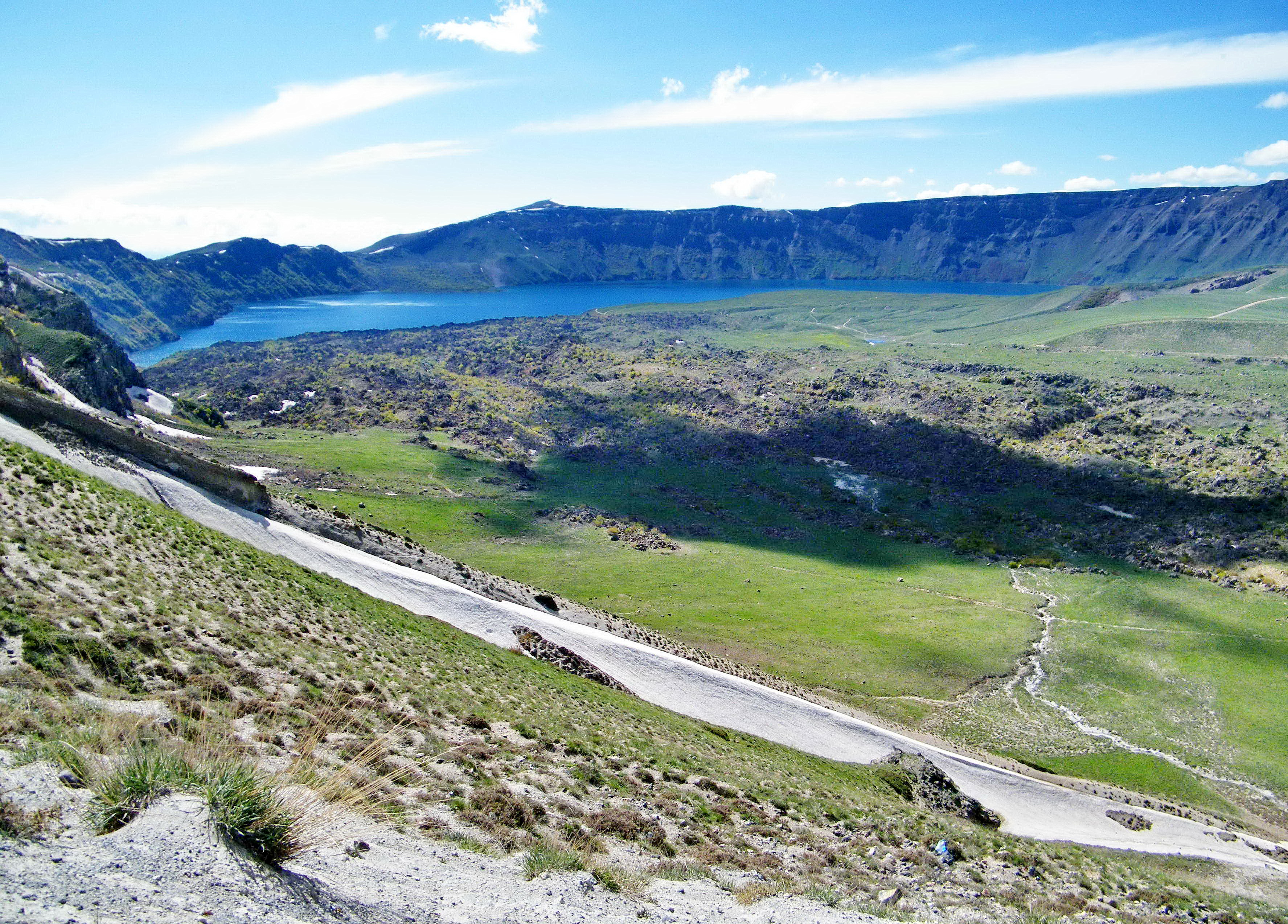
Blick vom südlichen Calderarand des Nemrut Dağı in die Caldera auf den Nemrut Gölü im Mai 2010. Im Vordergrund erkennt man Schneereste vom Winter 2009/2010.

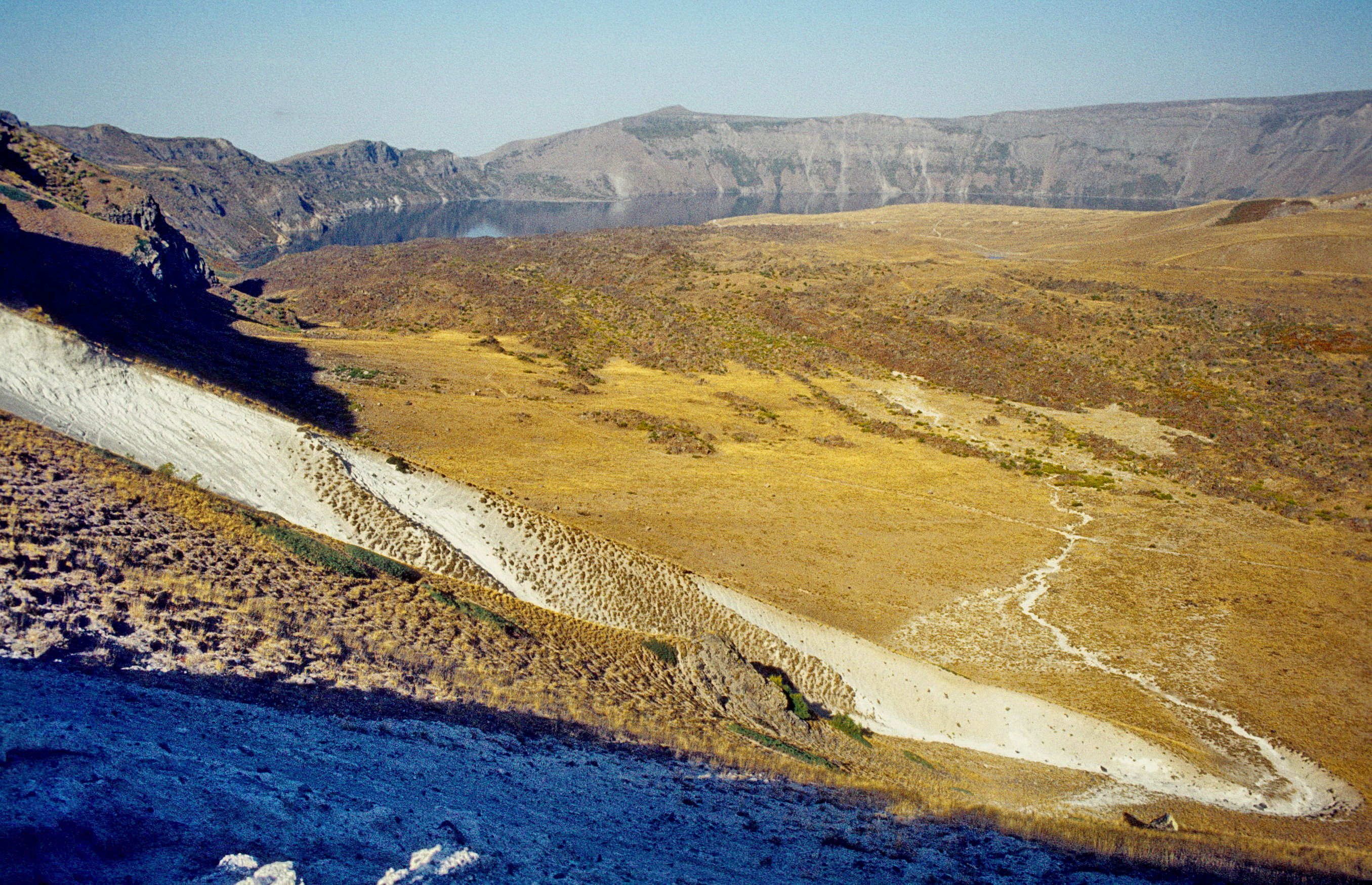
Blick vom südlichen Calderaarand des Nemrut Dağı in die Caldera auf den Nemrut Gölü im Oktober 1984. Im Vordergrund erkennt man noch Reste erster Schneefälle im Herbst 1984.

Das Klima des Nemrut Dağı ist rau mit kalten, langanhaltenden Wintern und heißen trockenen Sommern. Tatvan am Fuß des Berges liegt immerhin auf 1720 m Höhe. Im Durchschnitt sind 35 Tage im Jahr schneereich und 80 Tage schneebedeckt. Frostereignisse dauern von Ende Oktober bis Mai, und 132 Tage im Jahr sind im Durchschnitt frostig. Es ist an etwa 120 Tagen im Jahr sonnig und an durchschnittlich 4 Tagen im Jahr neblig. Günstigste Reisezeit ist von Ende Mai bis Anfang September. In einigen Jahren bleibt die Schneeschicht im Krater bis Juni. Der erste Schneefall beginnt bereits im Oktober. Schneereste des letzten Winters oder eines frühen Wintereinbruchs an der südöstlichen Innenseite der Caldera im späten Mai bzw. frühen Oktober sind deshalb nicht ungewöhnlich.
Aufgrund des rauen und kontinuierlich kontinentalen Klimas in der Region des Vansees sind die Winter besonders lang, streng und schneereich. Andererseits ist die Sommersaison zwar sehr kurz, aber selbst auf den Hochplateaus im nördlichsten Teil der Region ist es recht heiß. Ein großer Oberflächenwasserkörper, wie der Vansee, verringert jedoch die Härte des Klimas an seinen Ufern. Hier sind die Sommer etwas kühler, die Winter allerdings nicht unbedingt mild. Nach den Beobachtungen der meteorologischen Station Van betrug die niedrigste und höchste bisher gemessene Temperatur −28,7 °C im Januar bzw. +37,5 °C im Juli (in Muş: im Februar −29,0 °C, im August +37 °C).
Die durchschnittliche Anzahl der Tage, an denen die Temperatur im Sommer auf 30 °C ansteigt, beträgt 22, und die Anzahl der Tage, an denen sie im Winter unter 0 °C bleibt, liegt bei 25. Tage mit Temperaturen unter 0 °C gibt es 133. Aufgrund des etwas gemäßigten Klimas des Vansees sind die Wintermonate jedoch teilweise vergleichsweise mild, während die Sommermonate feucht und kühl sein können. Die Jahresdurchschnittstemperatur von 8,8 °C ist seit 1994 auf 9,9 °C gestiegen.
Niederschlag fällt in Form von Schnee im Januar und Februar, Graupel im März und Dezember und Regen in den anderen Monaten der Frühlings- und Herbstsaison. Die Sommermonate sind ziemlich trocken. Während der mittlere Jahresniederschlag über lange Jahre bei 386 mm lag, ist er seit 1991 auf 454 mm (Muş: 491 mm) angestiegen. Die Luftfeuchtigkeit beträgt im Sommer 46 Prozent und im Winter 71 Prozent, mit einem Jahresdurchschnitt von 59 Prozent.

## Flora und Fauna

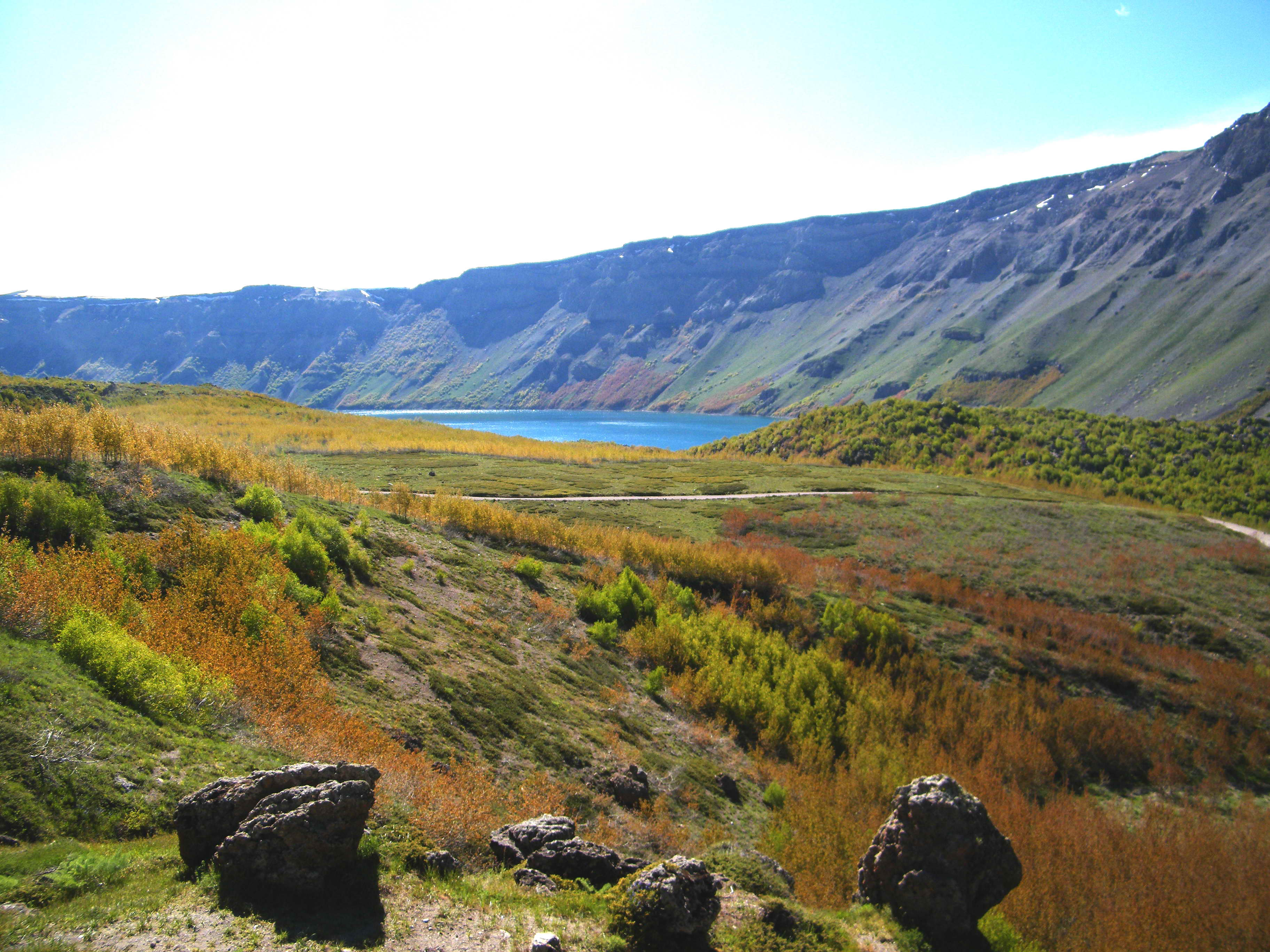
Ein Blick von den Höhen oberhalb des Ilıkgöl in den Caldera-Bereich des Nemrut Dağı mit dem Büyük Göl offenbart die eher steppenartige mit Büschen durchsetzte Vegetation innerhalb des Kraters.

Als der österreichische Zoologe Viktor Pietschmann wohl als erster Europäer zu Beginn des Ersten Weltkrieges den Nemrut Dağı bestieg, traf er dort noch auf Holzfäller. Der Vulkan war demnach damals offenbar noch bewaldet. Heute findet sich nur noch an den unzugänglichen Steilrändern des Kraterrandes und als kleine Inseln niederes Gebüsch aus Pappeln und Birken (Espen?). Größere Bäume wurden überall abgeholzt, und leicht erreichbare Flächen sind völlig waldfrei. An den Hängen stehen teils alte Nussbäume. Das Vanseegebiet stellt eine Übergangszone zwischen sommergrünen Laubwäldern und Steppen dar. Im Gebiet westlich des Vansees zwischen Bingöl und Tatvan herrscht Eichensteppenwald vor. Dort treten die Waldbestände abhängig von ihrer Exposition in unterschiedlich großen, zusammenhängenden Beständen auf. Hasan Peşmen stellt in seiner Beschreibung der Vegetation des Nemrut Dağı eine Zweiteilung heraus, die er auf die starke Beweidung der Süd- und Ostflanken zurückführt, wohingegen die Nord- und Westflanken für Schafe oder Ziegen als Weiden zu steil sind. Demnach sind die Steilflanken der Caldera mit Wacholder (Juniperus communis ssp. Nana) besetzt und die Süd- und Ostflanken von Steppenvegetation, wobei polsterbildende Tragantarten (Astragalus) dominieren. Zudem kommen Gramineen (Süßgräser) und Prangosarten (Wilde Möhre) vor. Die Nord- und Westabdachungen sind hingegen mit laubwerfenden Gehölzen bewachsen, Hängebirke (Betula pendula), Zitterpappel (Populus tremula), Spitzahorn (Acer platanoides), verschiedenen Mehlbeeren-(Sorbus) und Eichen-Arten, zudem Hasel (Corylus), Faulbaum (Frangula), Pfaffenhütchen (Euonymus), Walnuss (Juglans), Eschen (Fraxinus) sowie diverse Rosengewächse (Rosaceen). Im Calderagrund bilden Hängebirke und Zitterpappel die Baumvegetation. Wegen der Entwaldung und Überweidung und aufgrund der mit der Schneeschmelze folgenden Erdrutsche ist die Erosion so stark, dass in jedem Frühjahr die Straße in den Krater mit Planierraupen neu geschoben werden muss und manchmal bis Mitte Juni nicht befahrbar ist. Als Folge der menschlichen Nutzung durch Überweidung und Feuerholzgewinnung ist die Flora des Nemrut relativ arm. Dennoch sind bisher fast 500 Pflanzenarten gefunden worden. Zum größten Teil (fast die Hälfte) zählen sie zur irano-turanischen Florenregion bzw. sind weitverbreitete, keiner bestimmten Florenregion zuzurechnende Arten (47 %). Nur 4 % der Arten sind euro-sibirischen Typs. Hahnenfuß (Ranunculus crateris) und der Lein (Linum triflorum) wurden sogar erstmals vom Nemrut Dağı für die Wissenschaft beschrieben. Die ursprünglich bewaldeten Ost- und Südhänge sind heute vollständig von Steppenvegetation bedeckt. Häufig durchsetzt mit Gräsern und Doldenblütlern der Gattung Prangos sind Dornpolstergesellschaften mit dem Schmetterlingsblütler Astragalus als typischem Vertreter vorherrschend. Demgegenüber sind die steilen Nord- und Westhänge von Relikten des ursprünglichen Waldes in Form von niederem Gebüsch bestanden, wobei Hängebirken, Zitterpappeln (Espen), Spitzahorn und Ebereschenarten (Sorbus umbellata, Sorbus tamamschjanae und Sorbus torminalis) vorherrschen. In Gipfellagen wird dieses Gebüsch ersetzt durch maximal 1 m hohen Zwergwacholder. Diese niederliegende Wacholderart, die im alpinen und polaren Bereich normalerweise die Baumgrenze signalisiert, zeigt am Nemrut Dağı lediglich noch, wie weit der Wald unter natürlichen Bedingungen reichen würde. Unter 2300 m tritt an verschiedenen Stellen Eichengebüsch mit den Arten Quercus pedunculiflora, Quercus infectoria und Quercus pinnatiloba auf. Nahe dem Gipfel existieren am Südhang Reste eines Waldes aus Griechischem Wacholder. Eine seltene Pappelart, die von den Einheimischen Nemrut Kavağı genannt wird, wächst auf dem Berg Kirkor und in bestimmten Teilen des Nemrut Dağı. An Orchideen kommen am Nemrut die Breitblättrige Sumpfwurz, das Kaukasische und das Persische Knabenkraut vor.

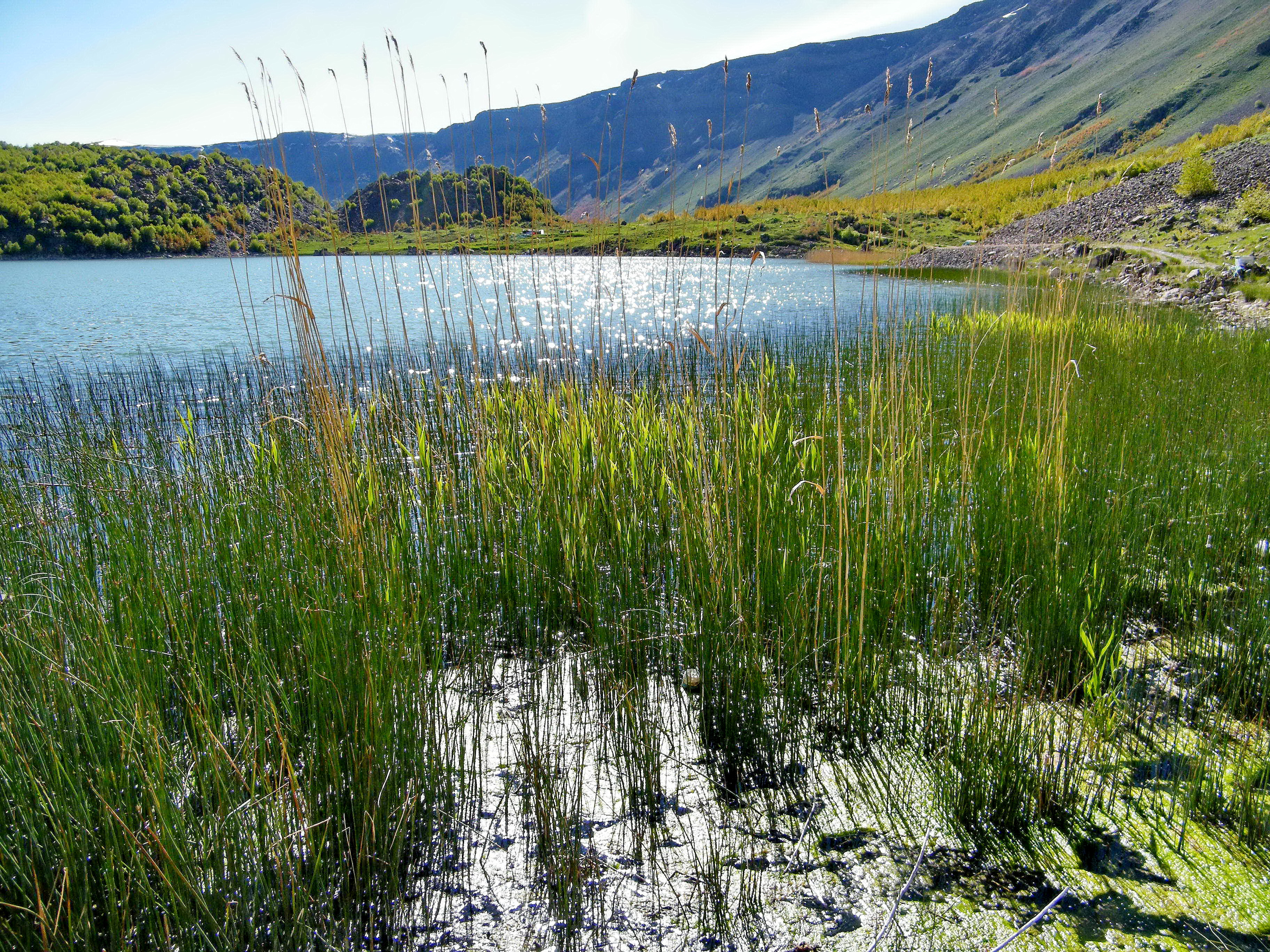
Am Ilıkgöl (Ilığgöl) in der Caldera des Nemrut Dagı ist ein dichter Vegetationsgürtel aus Binsen, Schilf und anderen Wasserpflanzen zu finden. Diese vergleichsweise reiche Ufer-Vegetation ist Lebensraum einer reichen Kleintierwelt.

Der llıkgöl (Ilığgöl) mit seiner vergleichsweise reichen Ufer-Vegetation ist u. a. auch Lebensraum einer reichen Kleintierwelt. Im Sommer haben dort Großlibellen wie der Große Blaupfeil, dessen Männchen oft heftige Revierkämpfe ausfechten, und die seltenere Große Königslibelle, die größte türkische Libellenart, ihre Reviere. An den Binsen- und Schilfhalmen ist die in Mitteleuropa stark gefährdete Kleinlibelle Mond-Azurjungfer häufig. Im Wasser leben Flohkrebse. Die Wechselkröte kommt zum Küçük Göl zum Ablaichen. Am Nemrut Gölü findet man den Kleinasiatischen Bergfrosch (Rana camerani), die Kappadokische Eidechse, selten auch die Östliche Riesen-Smaragdeidechse (Lacerta media) sowie – besonders an den Hängen – die Europäische Schlangenaugeneidechse, zudem die Schlanknatter und die ungiftige Ravergiers Zornnatter. An den Hängen des Nemrut Dağı lebt das Ziesel.
Unter den Vogelarten ist die Samtente hervorzuheben, die sonst nur an ganz wenigen Stellen des türkischen, russischen und armenischen Hochlandes vorkommt. Diese hochnordische Art hat sich nach der Eiszeit am hochgelegenen Nemrut-Krater halten können. In höheren felsigen Partien mit niedrigem Pappel-Birken-Gebüsch nistet die Steinbraunelle (Prunella ocularis). Zur weiteren Kleinvogelwelt des Vulkans gehören Bergkalanderlerche, Ohrenlerche, Weißkehlsänger (Irania gutturalis), Steinrötel, Ringdrossel, Schneefink und Rotstirngirlitz (Serinus pusillus), eher selten sind Blaukehlchen und Wüstengimpel. Neben Greifvögeln, wie Steinadler und Adlerbussard, brüten an den steilen Felswänden oberhalb des Kratersees der seltene Gänsegeier und der Schmutzgeier. Die am Nemrut selbst und in den umliegenden Bergen betriebene Weidewirtschaft bietet ihnen eine ausreichende Lebensgrundlage.

## Besteigung und Erschließung des Nemrut

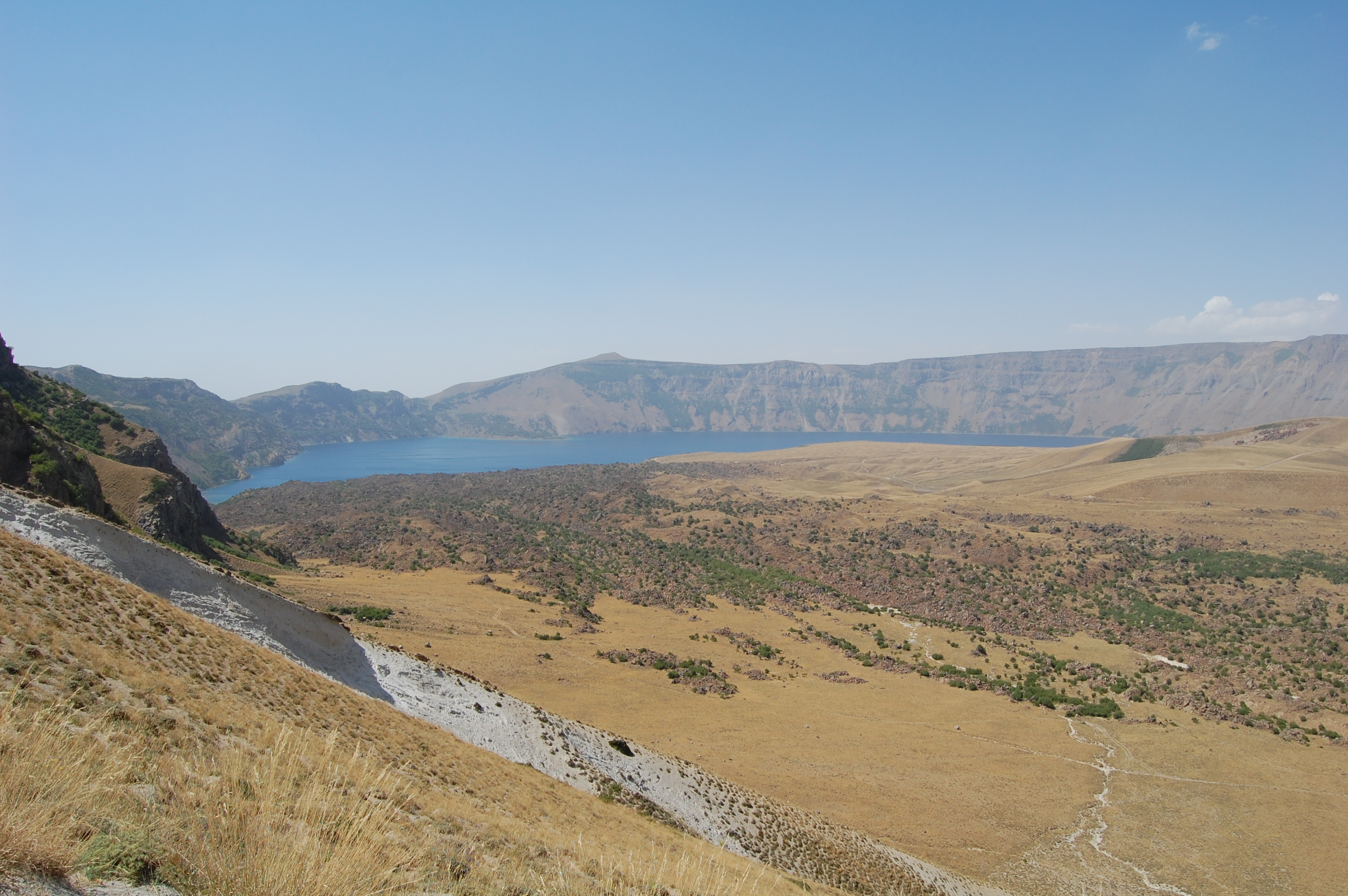
Die Caldera des Nemrut

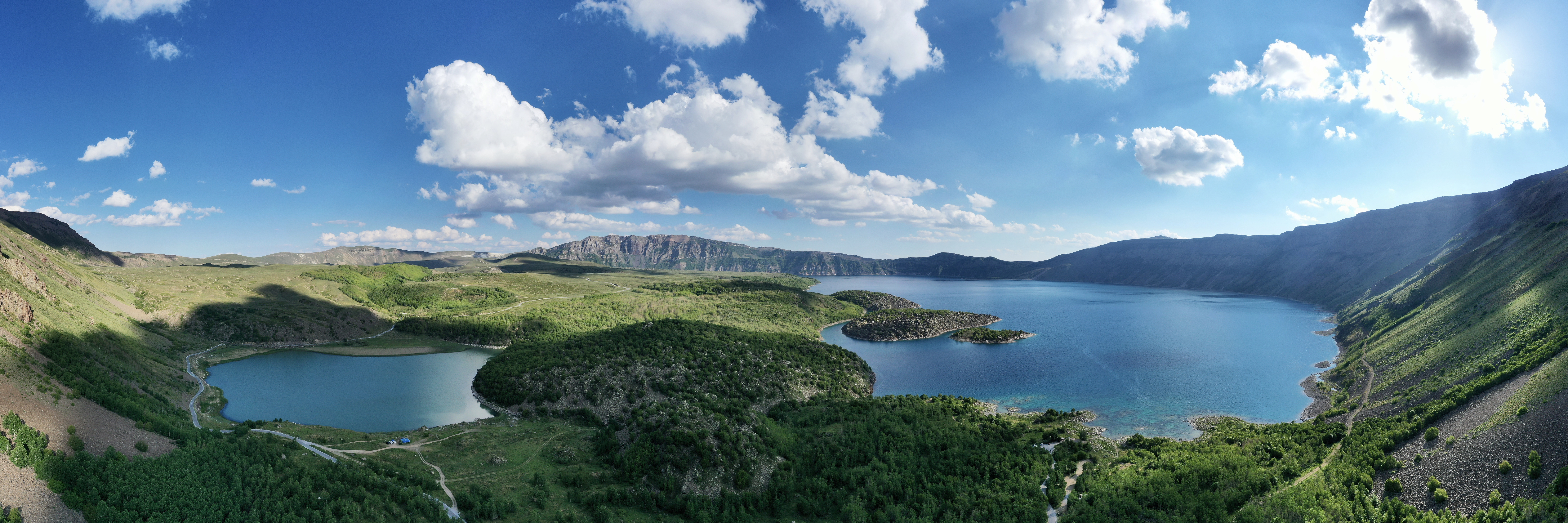
Feste Straßen erschließen den Nemrut Gölü (rechts) und den llıkgöl (links).

Der österreichische Zoologe Victor Pietschmann bestieg vermutlich als erster Europäer den Nemrut. Seine Beschreibung einer Begegnung mit Holzfällern deutet darauf hin, dass der Berg zu Beginn des Ersten Weltkrieges noch bewaldet war.
Tatvan im Südosten des Nemrut ist ein guter Ausgangspunkt für eine Besteigung des Berges. In fünf Stunden kann man den südöstlichen Rand des Kraters von Tatvan aus zu Fuß erreichen. Vom Kraterrand aus, den man auch an zwei Stellen mit normalem Pkw von Tatvan bzw. Ahlat anfahren kann, hat man eine gute Sicht auf das Innere des Kraters, den Kratersee und auch auf den Vansee. Die beste Zeit für eine Besteigung ist von Juni bis September.
Heute werden die Hänge des Nemrut von Wanderhirten genutzt, die oft ihr Sommerlager in der Caldera aufschlagen. Im Herbst wandern sie über den Pass von Bitlis in das Tigristal (Nemrik), die Gegend von Diyarbakır oder in die Dschesireh (Chabur- und Kaschkaschok-Tal).
An den südöstlichen Berghängen gibt es einen Sessellift, um im Winter Schi zu fahren.